# Margaret Thatcher
Margaret Hilda Thatcher, Baronesa Thatcher de Kesteven; LG, OM, PC, FRS, FRIC (Grantham, 13 de outubro de 1925 – Londres, 8 de abril de 2013) foi uma química, advogada, consultora e política britânica que exerceu o cargo de Primeira-ministra do Reino Unido de 1979 a 1990 e Líder da Oposição entre 1975 e 1979. Foi a primeira-ministra com o maior período no cargo durante o século XX e a primeira mulher a ocupá-lo. Thatcher também era conhecida pela alcunha "Dama de Ferro", dada por um jornalista soviético e que se associou ao seu estilo de liderança. Como primeira-ministra, implementou políticas que passaram a ser conhecidas como Thatcherismo.
Graduada em Química pela Somerville College, Universidade de Oxford, Thatcher também trabalhou como barrister antes de ser eleita para a Câmara dos Comuns pelo distrito de Finchley em 1959. O primeiro-ministro Edward Heath nomeou-a sua secretária de Estado para Educação e Ciência em seu governo conservador. Em 1975, Thatcher derrotou Heath na eleição pela liderança do Partido Conservador, tornando-se a líder da Oposição, bem como a primeira mulher a liderar um grande partido político no Reino Unido. Após vencer as eleições de 1979, foi empossada como primeira-ministra.
Thatcher introduziu uma série de iniciativas políticas e econômicas destinadas a reverter o alto desemprego e as dificuldades do país na sequência de uma recessão. Sua filosofia política e suas políticas econômicas enfatizaram a desregulamentação (particularmente do setor financeiro), mercados de trabalho flexíveis, a privatização de empresas estatais e a redução do poder e influência dos sindicatos. A popularidade de Thatcher durante seus primeiros anos no cargo diminuiu em meio à recessão e ao aumento do desemprego, até a vitória na Guerra das Malvinas em 1982 e a recuperação da economia, que fizeram seu apoio popular ressurgir e ser decisivamente reeleita em 1983. Em 1984, sobreviveu a uma tentativa de assassinato.
Thatcher foi reeleita em 1987. Em seu terceiro mandato, o seu apoio a um imposto comunitário foi amplamente impopular, e suas opiniões sobre a Comunidade Económica Europeia não foram compartilhadas por outros integrantes de seu gabinete. Em novembro de 1990, após sua liderança no Partido Conservador ser desafiada, renunciou como primeira-ministra. Depois de se retirar da Câmara dos Comuns em 1992, recebeu um par vitalício como Baronesa Thatcher (de Kesteven no condado de Lincolnshire), um título que lhe garantiu um assento da Câmara dos Lordes. Em 2013, morreu vitimada por um acidente vascular cerebral aos 87 anos. Sempre uma figura controversa, Thatcher recebeu boas classificações nas pesquisas sobre os melhores e mais influentes governantes da história do país, mesmo que os argumentos sobre o Thatcherismo persistam.

## Primeiros anos, família e educação

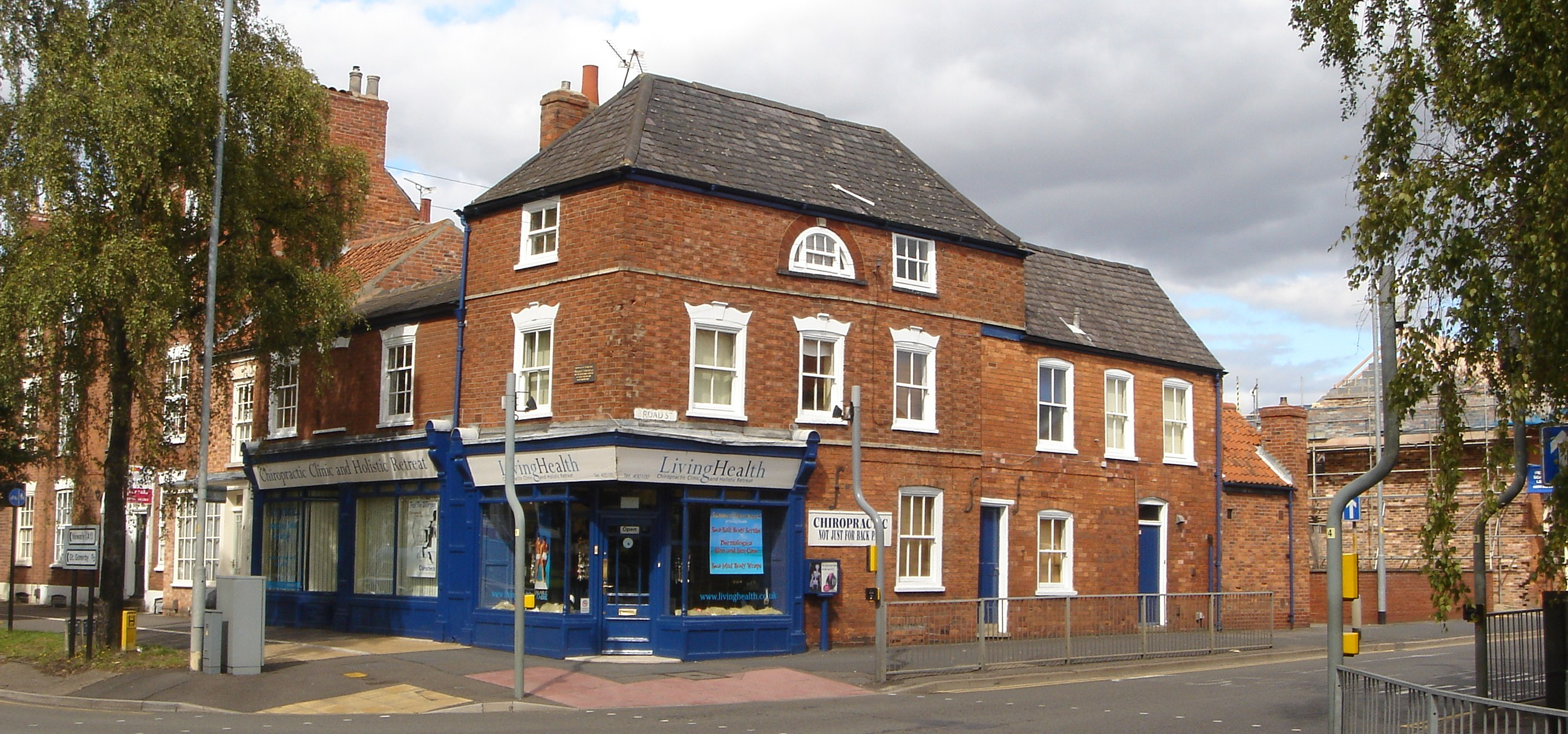
A mercearia de Alfred Roberts e local de nascimento de sua filha Margaret.

Thatcher nasceu chamando-se Margaret Hilda Roberts em 13 de outubro de 1925, em Grantham, Lincolnshire. Seus pais eram Alfred Roberts, de Northamptonshire, e Beatrice Ethel (née Stephenson), de Lincolnshire. Margaret passou sua infância em Grantham, onde seu pai era dono de duas mercearias. Antes da Segunda Guerra Mundial, em 1938 a família Roberts deu refúgio a Edith Muhlbauer, uma jovem judia adolescente que escapou da Alemanha nazista. Com 12 anos de idade, Margaret e sua irmã mais velha Muriel arrecadaram dinheiro suficiente com uma campanha no Rotary Club para pagar a viagem e a estadia da adolescente. Muhlbauer permaneceu na casa dos Roberts até 1940; mais tarde, sua filha relatou que Muhlbauer costumava dizer que os Roberts "salvaram sua vida".
Além de comerciante, Alfred Roberts foi um vereador e pregador da fé metodista, tendo criado suas filhas seguindo estritamente os mandamentos de sua religião. Era proveniente de uma família simpática ao Partido Liberal, mas, como era costume no governo local, candidatava-se nas eleições como um político independente. Alfred foi o prefeito de Grantham entre 1945 e 1946, perdendo seu cargo de vereador em 1952 depois que o Partido Trabalhista ganhou sua primeira maioria no Conselho de Grantham em 1950.

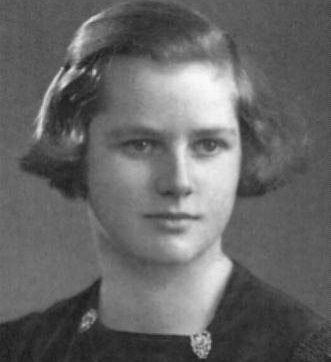
Margaret aos 13 anos de idade

Margaret Roberts estudou na Escola Primária Huntingtower Road e transferiu-se para a Escola para Meninas Kesteven e Grantham após ganhar uma bolsa de estudos. Seus registros escolares revelam um trabalho árduo e melhoria contínua; suas atividades extracurriculares incluíam piano, hóquei em campo, recitais de poesia, natação e caminhadas. Em seu último ano em Kesteven e Grantha, candidatou-se a uma bolsa de estudos para estudar Química no Colégio Somerville, pertencente à Universidade de Oxford, na época uma faculdade que aceitava apenas mulheres. Inicialmente rejeitada, ofereceram-lhe uma vaga somente depois que outra candidata desistiu.
Roberts chegou a Oxford em 1943 e graduou-se em 1947 com honras de segunda classe, nos quatro anos de licenciatura em Bacharelado de Ciência em Química, especializando-se em cristalografia de raios X sob a supervisão de Dorothy Hodgkin. Sua dissertação abordou a estrutura do antibiótico gramicidina. Roberts não se dedicou inteiramente ao estudo da química, pois só pretendia ser uma química por um curto período de tempo. Mesmo quando trabalhava nesta área, já estava pensando em leis e política. Ela teria ficado mais orgulhosa de tornar-se a primeira primeira-ministra com um Bacharelado em Ciência do que a primeira mulher a ocupar o cargo, e como primeira-ministra tentou preservar Somerville como uma faculdade apenas para mulheres. Em 1946, tornou-se a presidente da Associação Conservadora da Universidade de Oxford. Ela foi influenciada por trabalhos como O Caminho da Servidão de Friedrich Hayek, que condenou a intervenção econômica do governo como precursor de um estado autoritário.
Durante seus estudos em Oxford, Roberts foi reconhecida por sua postura isolada e séria. Nesta época, conheceu e namorou um jovem chamado Tony Bray (1926–2014), que ficou impressionado com Roberts e posteriormente recordou que era "muito pensativa e muito boa conversadora. Provavelmente o que me interessou. Era boa com assuntos gerais". Sendo mulher, seu entusiasmo pela política o fez pensar que era "incomum". Bray conheceu os pais de Roberts e descreveu Alfred como "um pouco austero" e "totalmente correto" e Beatrice como "muito adequada" e "maternal". Bray e Roberts afastaram-se e, depois da graduação, Roberts mudou-se para Colchester, em Essex, para trabalhar como pesquisadora da BX Plastics. Em 1948, candidatou-se a um emprego na Imperial Chemical Industries, mas foi rejeitada depois que o departamento de recursos humanos a avaliou como "teimosa, obstinada e perigosamente dona da verdade". O professor Jon Agar explorou sua carreira como química e argumentou que sua compreensão da pesquisa científica moderna impactou seus pontos de vista como primeira-ministra.

## Início da carreira política e casamento

Margaret em sua primeira campanha eleitoral, a de 1950

Roberts juntou-se à Associação Conservadora local e participou da conferência do partido em Llandudno, País de Gales, em 1948, como representante da Associação dos Graduados Conservadores da Universidade. Enquanto isso, tornou-se uma afiliada do Vermin Club, um grupo de conservadores formado em resposta a um comentário depreciativo de Aneurin Bevan. Um de seus amigos de Oxford também era amigo do presidente da Associação Conservadora de Dartford em Kent, que estavam em busca de candidatos. Os oficiais da associação ficaram tão impressionados com Roberts que pediram-lhe para se candidatar, embora não estivesse na lista de aprovados pelo Partido Conservador; ela foi selecionada em janeiro de 1951 (aos 25 anos de idade) e adicionada post ante à lista de aprovados.
Em preparação para a eleição, Roberts mudou-se para Dartford, onde trabalhou como pesquisadora da J. Lyons and Co. como parte de uma equipe que desenvolvia emulsificantes para sorvetes. Nas eleições de 1950 e 1951, foi a candidata dos conservadores à Câmara dos Comuns por Dartford, um distrito considerado fortemente trabalhista. O partido local a escolheu como candidata pois, embora não fosse uma oradora pública dinâmica, estava bem preparada e destemida em suas respostas; outro candidato à vaga, Bill Deedes, lembrou que "assim que ela abria a boca, o resto de nós começava a parecer um pouco de segunda classe". Ela atraiu a atenção da mídia como a mais nova e a única candidata mulher. Roberts perdeu em ambas as ocasiões para o trabalhista Norman Dodds; em 1950, por 56,3-36,2% (uma redução de 16,5% da vantagem trabalhista em relação a 1945) e, em 1951, por 59,1-40,9%.
Durante as campanhas, Roberts foi apoiada por seus pais e por Denis Thatcher, um homem de negócios bem sucedido e rico que conheceu em um jantar após sua escolha como a candidata conservadora ao parlamento, em fevereiro de 1951. Eles casaram-se em 13 de dezembro de 1951 e, pouco depois, começaram a frequentar a Igreja Anglicana e em seguida se converteram ao anglicanismo. Denis financiou os estudos de sua esposa para a ordem dos advogados; ela se qualificou como barrister em 1953 e especializou-se em tributação. No mesmo ano, seus gêmeos Carol e Mark nasceram prematuramente por cesariana.

## Membro da Câmara dos Comuns

Thatcher em 1961

Em 1954, Thatcher foi derrotada quando buscou ser escolhida a candidata conservadora para a eleição especial de Orpington em janeiro de 1955. Ela escolheu não apresentar-se como candidata nas eleições gerais de 1955, mais tarde afirmando: "Eu realmente senti que os gêmeos tinham... apenas dois [anos], senti realmente que era muito cedo. Eu não poderia fazer isso". Depois, Thatcher começou a procurar por um distrito seguro para os conservadores e foi selecionada como candidata por Finchley em abril de 1958 (derrotando por pouco Ian Montagu Fraser). Ela foi eleita deputada pelo distrito depois de uma dura campanha na eleição de 1959. Em seu discurso inaugural na Câmara dos Comuns, declarou apoio a uma proposta que exigiria que as autoridades locais realizassem reuniões públicas dos conselhos; o projeto foi aprovado, tornando-se lei. Em 1961, foi contra o posicionamento oficial do Partido Conservador ao votar pela restauração da sova como um castigo corporal judicial.
O talento e o impulso de Thatcher fizeram com que ela fosse mencionada como uma futura primeira-ministra ainda quando estava na faixa dos 20 anos de idade, embora ela mesma fosse mais pessimista, afirmando na década de 1970: "Não haverá uma mulher primeira-ministra durante minha vida – a população masculina é muito preconceituosa". Em outubro de 1961, foi promovida para a frontbench como Subsecretária Parlamentar do Ministério das Pensões e Seguros Nacionais pelo primeiro-ministro Harold Macmillan. Thatcher foi a mulher mais nova na história a ser designada para tal cargo, e foi um dos primeiros parlamentares eleitos em 1959 a serem promovidos. Depois que os conservadores perderam as eleições gerais de 1964, tornou-se a porta-voz da Habitação e da Terra, defendendo a política de seu partido de permitir que os inquilinos comprassem as council houses. Mudou-se para a equipe do Ministério Sombra do Tesouro em 1966 e, como porta-voz do Tesouro, opôs-se aos controles obrigatórios do preço e dos rendimentos introduzido pelo governo trabalhista argumentando que, de forma não intencional, produziriam efeitos que distorceriam a economia.
Em 1966, os líderes do partido consideravam Thatcher como uma potencial integrante do Gabinete Sombra. Jim Prior sugeriu que ela fizesse parte do gabinete depois da derrota dos conservadores nas eleições gerais de 1966, mas o líder do partido Edward Heath e o líder da bancada William Whitelaw acabaram estabelecendo Mervyn Pike como a única mulher integrante do Gabinete Sombra. Na conferência do Partido Conservador de 1966, Thatcher criticou as políticas de altos impostos do governo trabalhista como etapas "não só para o socialismo, mas para o comunismo", argumentando que os impostos mais baixos serviram de incentivo ao trabalho árduo. Em 1967, foi uma das poucas parlamentares conservadoras a apoiar o projeto de Leo Abse para descriminalizar a homossexualidade masculina. Também votou a favor da lei de David Steel para legalizar o aborto até a 28ª semana de gestação, apoiou a retenção da pena de morte e votou contra o relaxamento das leis de divórcio.
Em 1967, a embaixada dos Estados Unidos em Londres escolheu Thatcher para participar do Programa de Liderança para Visitantes Internacionais, um programa de intercâmbio profissional que lhe deu a oportunidade de passar cerca de seis semanas visitando várias cidades dos EUA e figuras políticas, bem como instituições como o Fundo Monetário Internacional. Embora ainda não fosse membro do Gabinete Sombra, a embaixada a descreveu para o Departamento de Estado como uma possível futura primeira-ministra. A descrição ajudou Thatcher a se encontrar com pessoas proeminentes durante um ocupado itinerário focado em questões econômicas, incluindo Paul Samuelson, Walt Rostow, Pierre-Paul Schweitzer e Nelson Rockefeller. Após a viagem, Heath nomeou Thatcher para o Gabinete Sombra como porta-voz de Combustível e Energia. Antes das eleições gerais de 1970, foi promovida para porta-voz do Ministério Sombra dos Transportes e, mais tarde, para o da Educação.
Em 1968, Enoch Powell proferiu o discurso "Rios de Sangue", no qual criticou fortemente a imigração da Commonwealth para o Reino Unido e o Ato das Relações Raciais de 1968. Quando Heath telefonou para Thatcher para informá-la de que removeria Powell do Gabinete Sombra, ela lembrou que "realmente pensei que era melhor deixar as coisas esfriarem em vez de aumentar a crise". Thatcher acreditava que seus principais pontos sobre a imigração da Commonwealth estavam corretos e que as citações selecionadas do discurso foram retiradas do contexto. Mais tarde, afirmou que pensava que Powell "havia feito um argumento válido, mesmo que às vezes usando termos lamentáveis".

### Secretária da Educação

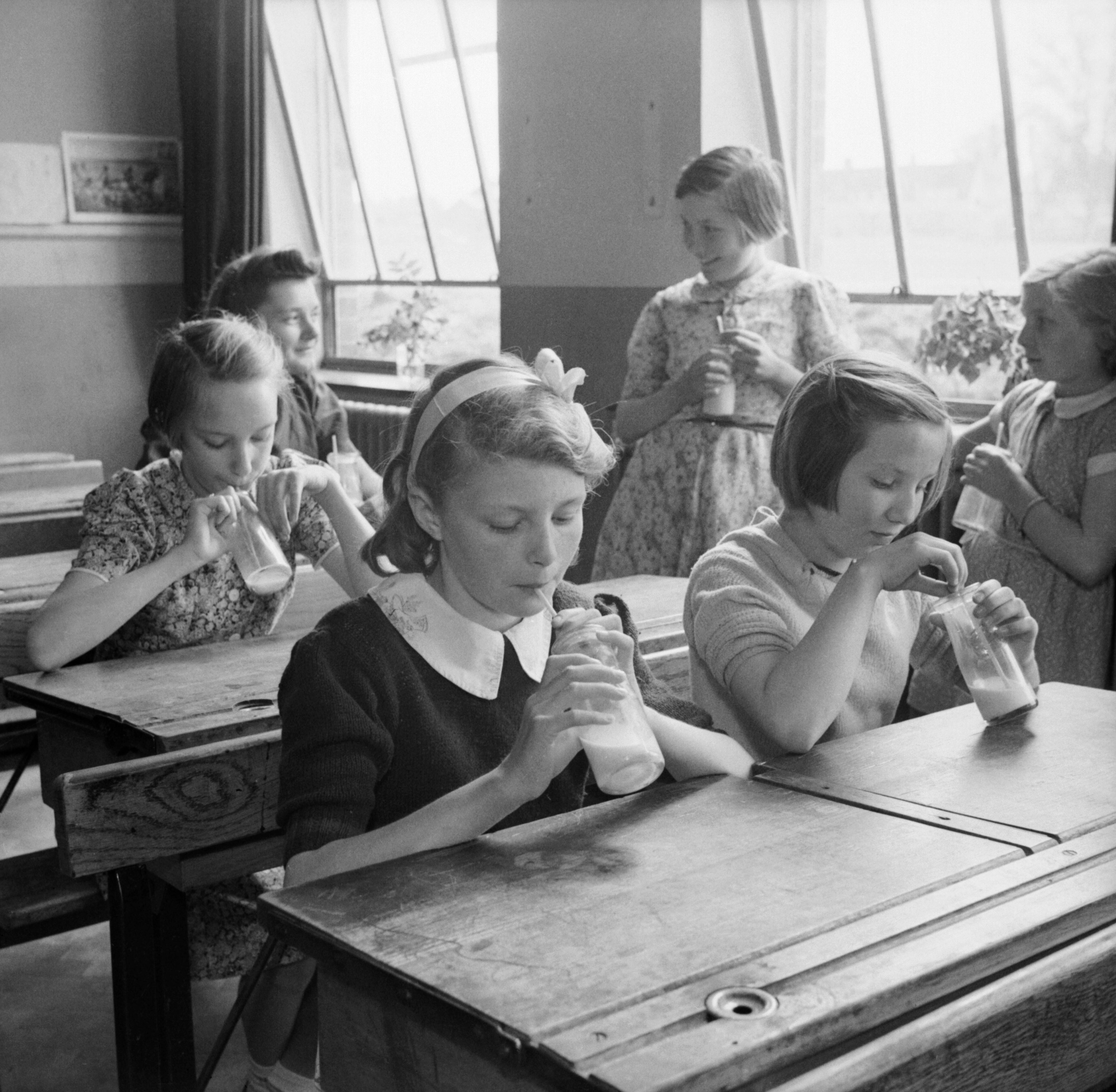
Visando diminuir despesas, como secretária Thatcher cortou o fornecimento de leite para estudantes de 7 a 11 anos de idade

O Partido Conservador liderado por Edward Heath ganhou as eleições gerais de 1970, e Thatcher foi posteriormente nomeada para o Gabinete como Secretária de Estado para Educação e Ciência, assumindo o cargo em 20 de junho de 1970. Durante seus primeiros meses como secretária, atraiu a atenção do público como consequência das tentativas do governo de reduzir os gastos. Thatcher deu prioridade às necessidades acadêmicas nas escolas, ao mesmo tempo que administrava cortes de gastos públicos no sistema educacional estatal, resultando no corte do fornecimento de leite para estudantes de 7 a 11 anos de idade. Ela concluiu que poucas crianças sofreriam se as escolas fossem cobradas pelo leite, mas concordou em fornecer leite diariamente para crianças menores para fins nutricionais. Os documentos do Gabinete revelaram que ela se opôs à política, mas que o Tesouro a havia forçado a fazer. A decisão provocou uma onda de protestos na imprensa e entre os trabalhistas, levando-a a ser notoriamente apelidada de "Margaret Thatcher, Milk Snatcher" (algo como "Margaret Thatcher, a Sequestradora de Leite"). Thatcher teria considerado deixar a política depois deste episódio e posteriormente escreveu em sua autobiografia: "Aprendi uma valiosa lição [da experiência]. Eu tinha incorrido no máximo de ódio político pelo mínimo de benefício político".
Em 1971, Thatcher apoiou a proposta do Lorde Rothschild para que as forças do mercado pudessem afetar o financiamento público para as pesquisas. Embora muitos cientistas se opuseram à proposta, seu histórico com pesquisas provavelmente a deixaram cética quanto à afirmação de que pessoas de fora não deveriam interferir com o financiamento. O Departamento de Educação avaliou as propostas que visavam fechar as grammar schools e adotar uma educação secundária abrangente. Embora Thatcher tenha se comprometido com um sistema que incluísse grammar schools e uma educação secundária moderna, e tentou preservar as grammar schools, durante seu mandato como Secretária da Educação ela recusou apenas 326 de 3 612 propostas para que as escolas se tornassem abrangentes; com isso, a proporção de alunos que frequentavam escolas abrangentes aumentou de 32% para 62%.

### Líder da Oposição

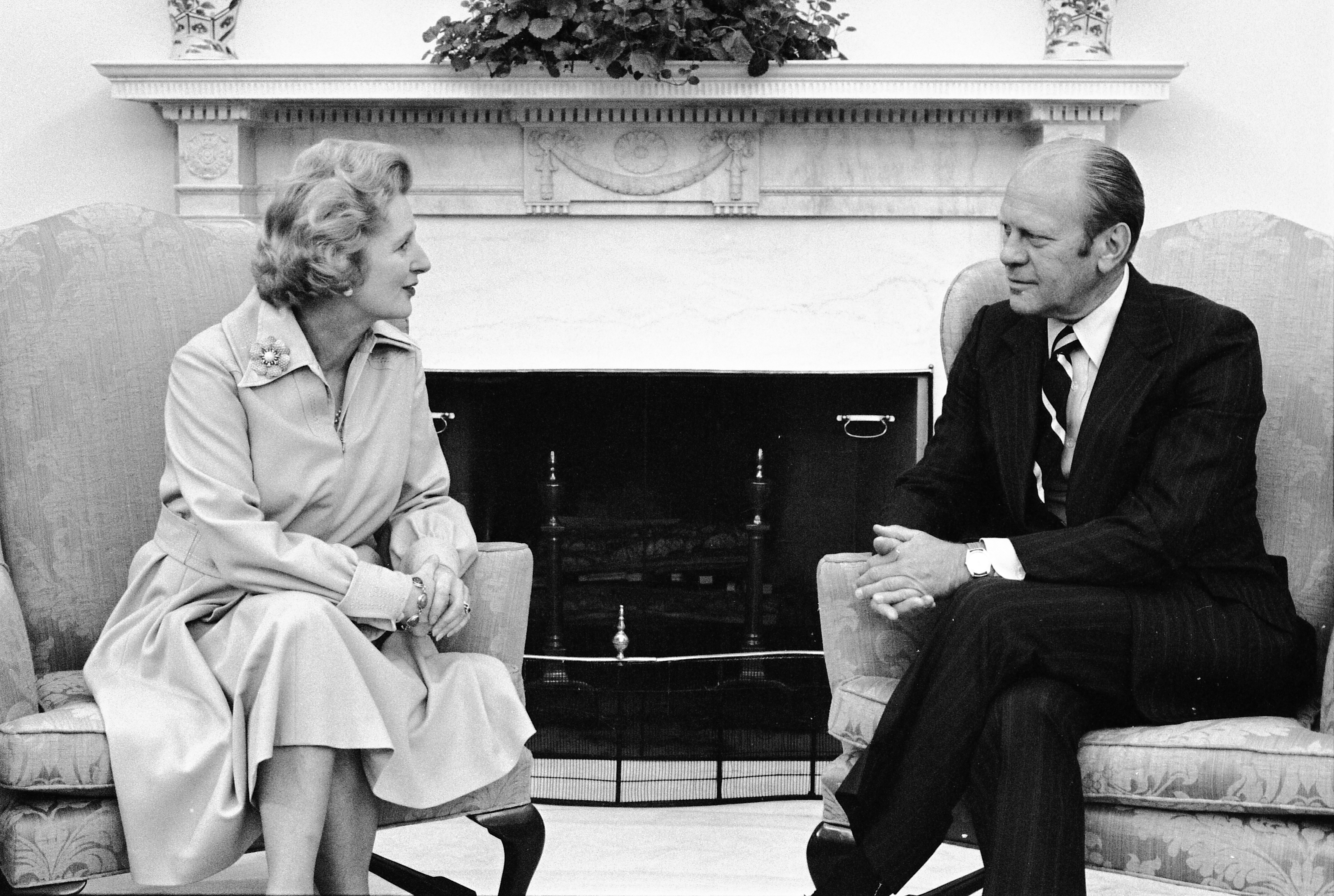
Thatcher e o presidente norte-americano Gerald Ford, em 1975.

O governo Heath continuou a ter dificuldades com os embargos do petróleo e as demandas sindicais de aumentos salariais em 1973, resultando na derrota dos conservadores nas eleições gerais de fevereiro de 1974. Os trabalhistas formaram um governo minoritário e ganharam uma pequena maioria nas eleições gerais de outubro de 1974. A posição de Heath, ideologicamente mais à esquerda, como líder do Partido Conservador parecia cada vez mais incerta. Thatcher não foi inicialmente vista como a substituição óbvia, mas ela acabou se tornando a principal desafiante, prometendo um novo começo. Os principais apoios para Thatcher vieram do Comitê parlamentar de 1922 e da revista The Spectator, mas seu período como política garantiram-lhe uma reputação de pragmática ao invés de ideóloga. Na primeira votação, derrotou Heath e ele renunciou à liderança. Na segunda votação, derrotou William Whitelaw, o favorito de Heath. O apoio de Thatcher foi mais forte entre os deputados à direita, os do sul da Inglaterra e aqueles que não frequentavam escolas públicas ou Oxbridge.
Thatcher foi empossada como Líder do Partido Conservador e Líder da Oposição em 11 de fevereiro de 1975, tornando-se a primeira mulher a liderar a oposição bem como um grande partido político na história britânica. Para o posto de vice-líder do partido, nomeou William Whitelaw. Heath nunca se reconciliou com a liderança de Thatcher do partido. Como líder dos conservadores, Thatcher começou a participar regularmente de almoços no Instituto de Assuntos Econômicos (IEA), um think tank de Londres fundado pelo magnata Antony Fisher em 1955; ela estava visitando o IEA e lendo suas publicações desde o início da década de 1960. Lá, Thatcher foi influenciada pelas ideias de Ralph Harris e Arthur Seldon, e tornou-se o rosto do movimento ideológico que se opunha ao estado de bem-estar social britânico. A economia keynesiana, eles acreditavam, estava enfraquecendo o Reino Unido. Os panfletos do instituto propuseram menos governo, menores impostos e mais liberdade para empresas e consumidores.
O crítico de televisão Clive James, escrevendo ao The Observer em fevereiro de 1975, comparou a voz de Thatcher em 1973 com um gato deslizando por um quadro-negro. Ela já havia começado a trabalhar em sua apresentação seguindo os conselhos de Gordon Reece, um ex-produtor de televisão. Por acaso, Reece conheceu o ator Laurence Olivier, que organizou aulas com o técnico de voz do Teatro Nacional. Thatcher conseguiu suprimir completamente seu dialeto de Lincolnshire, exceto quando estava sob estresse, notadamente após a provocação de Denis Healey na Câmara dos Comuns em 1983, quando acusou o frontbench trabalhista de ser frit (assustado).

"Não apenas espere uma vida melhor. Vote por uma".
Cartaz com o slogan dos conservadores nas eleições gerais de 1979.

Na oposição, Thatcher queria impedir a criação de uma assembleia escocesa. Ela instruiu os deputados conservadores a votarem contra o projeto de lei da Escócia e do País de Gales em dezembro de 1976, que foi derrotado com sucesso e, quando foram apresentadas novas propostas, apoiou a alteração da legislação para permitir que os ingleses votassem no referendo de 1979 sobre a devolução. Ao mesmo tempo, a economia durante a década de 1970 estava tão fraca que o secretário James Callaghan advertiu seus colegas membros do gabinete em 1974 da possibilidade de "uma ruptura da democracia", dizendo: "Se eu fosse jovem, iria emigrar". Em meados de 1978, a economia começou a se recuperar e as pesquisas de opinião mostraram o Partido Trabalhista na liderança, com as eleições gerais sendo esperadas a serem realizadas no final daquele ano e com uma séria possibilidade de vitória trabalhista. Entretanto, o agora primeiro-ministro Callaghan surpreendeu muitos ao anunciar, em 7 de setembro, que não haveria eleições gerais naquele ano e esperaria até 1979. Thatcher reagiu ao estigmatizar o governo trabalhista de "galinhas", e o líder do Partido Liberal, David Steel, juntou-se a ela, criticando o Partido Trabalhista por "correr assustado".
O governo trabalhista enfrentou um novo descontentamento público sobre os rumos do país e uma prejudicial série de greves durante o inverno de 1978 a 1979, apelidado de "Inverno de Descontentamento". Os conservadores atacaram o recorde de desemprego do governo trabalhista, promovendo uma campanha publicitária com o slogan "Os trabalhistas não estão trabalhando". Em março de 1978, Thatcher propôs uma moção de censura contra o governo Callaghan. O governo acabou sendo derrotado por apenas um voto: 311 deputados foram favoráveis e 310 contrários, acarretando na convocação de eleições gerais. Os conservadores fizeram campanha com foco nas questões econômicas e comprometeram-se a controlar a inflação e a reduzir o poder crescente dos sindicatos que apoiaram as greves em massa. Em 3 de maio, os conservadores ganharam a maioria dos assentos ao eleger 339 deputados, um aumento de 62 se comparado com a eleição anterior, fazendo de Thatcher a primeira mulher primeira-ministra do Reino Unido, bem como a primeira da Europa. Os trabalhistas conseguiram 269 deputados. Na votação popular, os tories obtiveram 13,6 milhões de votos (43,9 por cento) contra 11,5 milhões (36,9 por cento) dos trabalhistas.

### "A Dama de Ferro"
Em 1976, Thatcher fez um discurso sobre política externa em que criticou a União Soviética por buscar "domínio mundial". Intitulado de "Britain Awake" ("Alerta do Reino Unido", em português), o jornal do exército soviético Estrela Vermelha refutou sua postura em uma peça intitulada "Dama de Ferro Aumenta os Medos" pelo capitão Yuri Gavrilov, em alusão ao apelido "Chanceler de Ferro" dado a Otto von Bismarck, da Alemanha Imperial. O jornal The Sunday Times cobriu o artigo da Estrela Vermelha no dia seguinte e Thatcher abraçou o epíteto uma semana depois; em um discurso aos conservadores de Finchley, comparou a alcunha com o apelido do duque de Wellington, "O Duque de Ferro". A alcunha "A Dama de Ferro" seguiu Thatcher ao longo de sua carreira política, e tornou-se um apelido para algumas mulheres na política.

## Primeira-ministra do Reino Unido

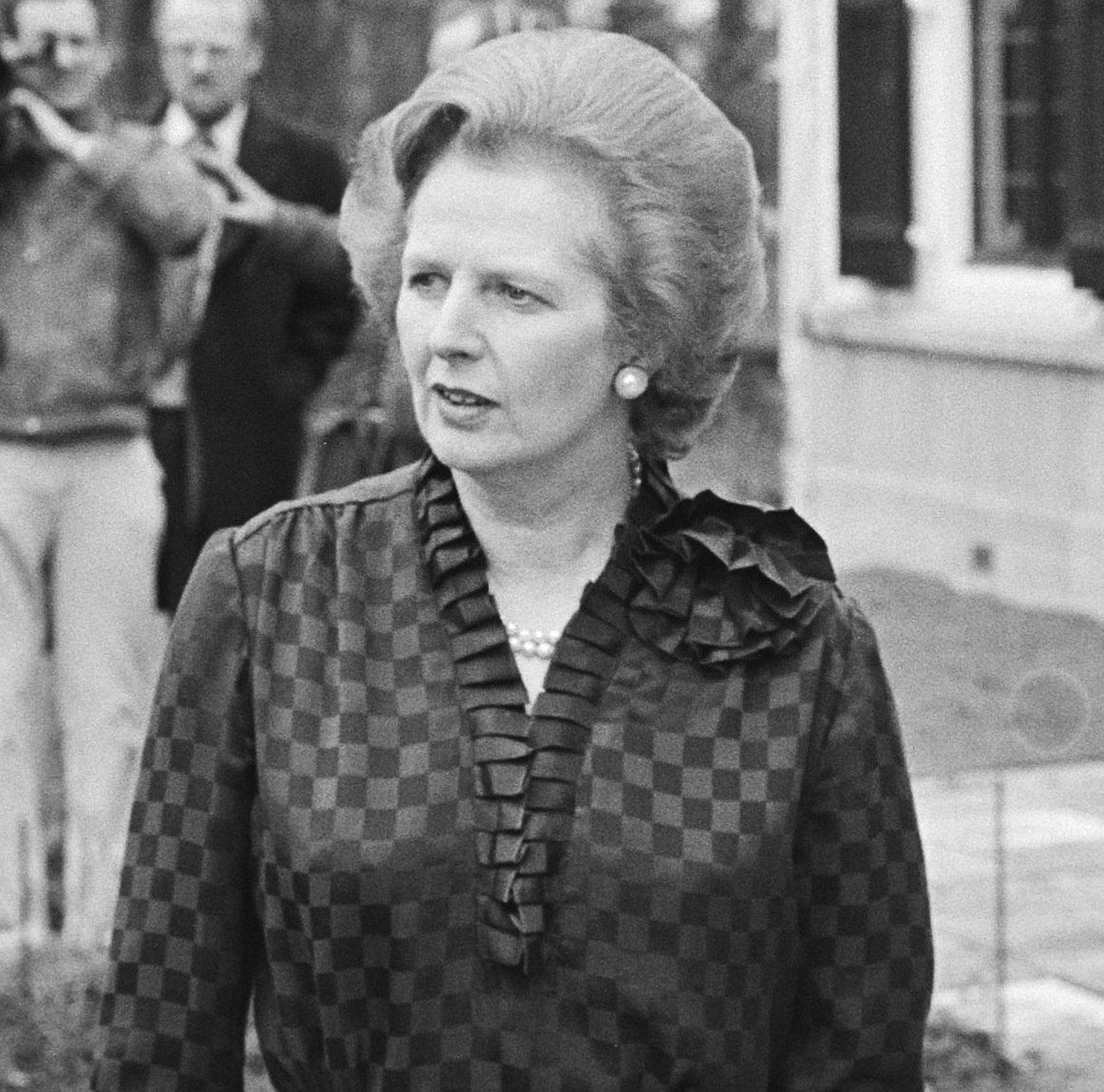
Thatcher no início de seu governo, em 1981

Thatcher tornou-se primeira-ministra em 4 de maio de 1979. Chegando a 10 Downing Street, ela disse, parafraseando a oração incorretamente atribuída a São Francisco de Assis:

Onde houver discórdia, que eu leve a união;

Onde houver dúvida, que eu leve a fé;

Onde houver erro, que eu leve a verdade;

Onde houver desespero, que eu leve a esperança;

—Thatcher em suas observações sobre se tornar primeira-ministra

Tendo sido reeleita nas eleições gerais de 1983 e 1987, Thatcher permaneceu no cargo durante toda a década de 1980. Na maior parte de seu governo, foi descrita como a mulher mais poderosa do mundo.

### Política interna
Thatcher era a líder da Oposição e primeira-ministra em um período de crescente tensão racial no Reino Unido. Comentando as eleições locais de maio de 1977, o The Economist notou: "A maré Tory inundou os partidos menores. Isso inclui especificamente a Frente Nacional (NF), que sofreu um claro declínio em relação ao ano passado". A sua posição nas pesquisas aumentou 11 por cento após uma entrevista de janeiro de 1978 para o programa World in Action, na qual disse que "o caráter britânico fez tanto para a democracia, para o direito e fez tanto em todo o mundo que, se há qualquer receio de que ele possa ser submergido, as pessoas vão reagir e ser bastante hostis a quem toma o poder", bem como "de muitas maneiras [as minorias] contribuem para a riqueza e variedade do país. No momento em que a minoria ameaça tornar-se muito grande, as pessoas ficam com medo". Nas eleições gerais de 1979, os conservadores atraíram eleitores da NF, cujo apoio quase entrou em colapso. Em uma reunião em julho de 1979 com o Secretário dos Negócios Estrangeiros Lorde Carrington e o Secretário do Interior William Whitelaw, Thatcher se opôs ao número de imigrantes asiáticos, no contexto de limitar a menos de 10 mil pessoas o total de pessoas vietnamitas autorizadas a chegar e instalar-se no Reino Unido.
Como primeira-ministra, Thatcher reuniu-se semanalmente com a Rainha Isabel II para discutir assuntos do governo, e a relação entre ambas foi alvo de minucioso escrutínio. Um de seus biógrafos escreveu que:

Uma questão que continuou a fascinar o público sobre o fenômeno de uma mulher primeira-ministra foi como ela deu-se com a Rainha. A resposta é que suas relações eram meticulosamente corretas, mas havia pouco amor perdido em ambos os lados. Como duas mulheres de idade muito similar - a Sra. Thatcher tinha seis meses de idade a mais - ocupando posições paralelas no topo da pirâmide social, uma chefe de governo, a outra chefe de estado, elas deveriam ser, de certo modo, rivais. A atitude da Sra. Thatcher com a Rainha era ambivalente. Por um lado, ela tinha uma reverência quase mística pela instituição da monarquia: ela sempre se certificou de que o jantar de Natal terminasse a tempo para que todos se sentassem para solenemente assistir a transmissão do discurso da Rainha. No entanto, ao mesmo tempo, ela tentava modernizar o país e varrer muitos dos valores e práticas que a monarquia perpetuava.
—John Campbell

Michael Shea, o secretário de imprensa da Rainha, teria divulgado rumores anônimos sobre uma rixa entre ela e a primeira-ministra, que foi oficialmente negado por William Heseltine, o Secretário Privado da Soberana. Thatcher mais tarde escreveu: "Eu sempre achei a atitude da Rainha em relação ao trabalho do Governo absolutamente correta ... histórias de confrontos entre 'duas mulheres poderosas' eram muito boas para não compensar".

#### Economia e taxação

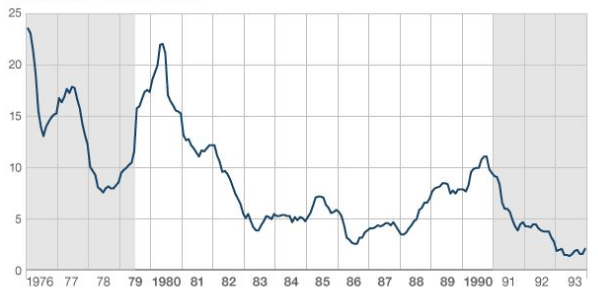
Índices de inflação entre 1976 e 1993.

A política econômica de Thatcher foi influenciada pelo pensamento monetarista e por economistas como Milton Friedman e Alan Walters. Juntamente com Chanceler do Tesouro Geoffrey Howe, reduziu os impostos diretos sobre a renda e aumentou os impostos indiretos. Thatcher aumentou as taxas de juros para diminuir o crescimento da oferta monetária e assim diminuir a inflação, introduziu limitações financeiras nas despesas públicas e reduziu a despesa com serviços sociais, como educação e habitação. Cortes orçamentários no ensino superior fizeram com que fosse a primeira primeira-ministra do pós-guerra educada em Oxford sem um doutorado honorário da Universidade de Oxford; a moção que negou-lhe o título foi aceita por 738-319. O governo estabeleceu os City Technology College's, que não atingiram muito sucesso, e a Agência de Financiamento para Escolas foi criada para controlar as despesas abrindo e fechando escolas; um think tank de direita descreveu esta prática como tendo "uma extraordinária gama de poderes ditatoriais".

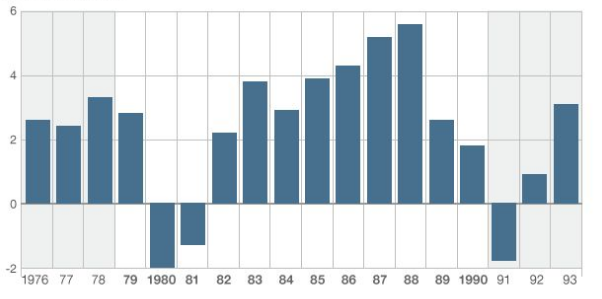
Crescimento do PIB entre 1976 e 1993.

Alguns "wets", nome dado para conservadores integrantes do Gabinete simpáticos a Edward Heath, expressaram dúvidas sobre as políticas de Thatcher. Os tumultos na Inglaterra de 1981 resultaram na mídia britânica discutindo a necessidade de um "voltar atrás na política". Na conferência do Partido Conservador de 1980, Thatcher abordou o assunto diretamente, dizendo: "Vocês voltam atrás se quiserem. A senhora não voltará!". Em dezembro de 1980, as pesquisas de opinião mostraram sua taxa de aprovação em 23 por cento, a menor registrada para qualquer primeiro-ministro anterior. À medida que a recessão do início dos anos 1980 se aprofundou, ela aumentou os impostos, apesar das preocupações expressas em uma declaração de março de 1981 assinada por 364 proeminentes economistas.

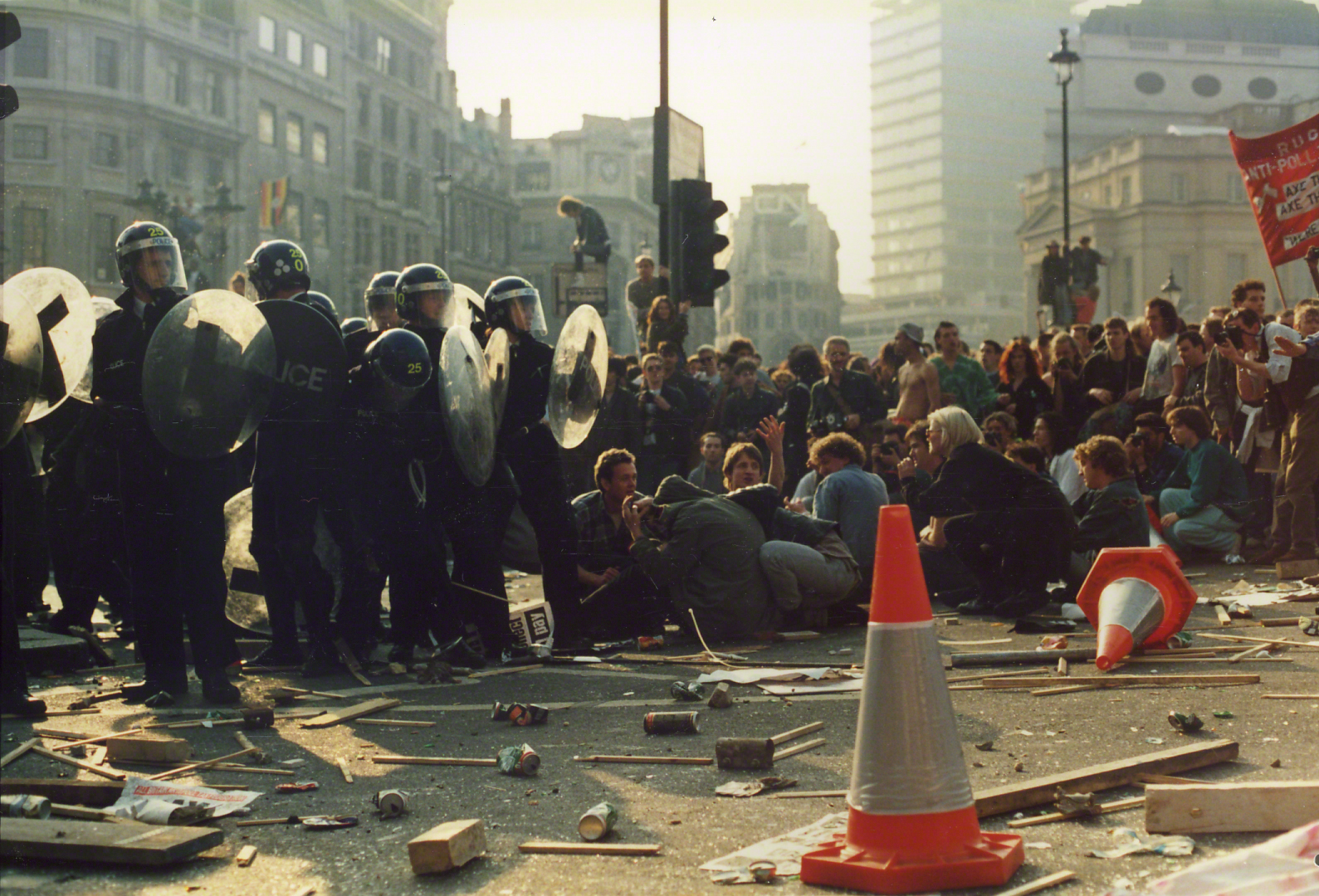
Tumultos contrários ao Imposto Comunitário na Trafalgar Square, em 31 de março de 1990.

Em 1982, a economia britânica começou a apresentar sinais de recuperação; a inflação baixou para 8,6 por cento em relação aos 18 por cento iniciais, mas o desemprego foi superior a 3 milhões pela primeira vez desde a década de 1930. Em 1983, o crescimento econômico total foi mais forte e as taxas de inflação e hipotecas caíram para seus níveis mais baixos em 13 anos, embora o desemprego total permaneceu alto, com 3,3 milhões de desempregados em 1984. Em 1987, o desemprego estava caindo, a economia era estável e forte e a inflação era baixa. As pesquisas de opinião mostraram uma confortável liderança dos conservadores, e os resultados das eleições locais também foram exitosas aos governistas, levando Thatcher a solicitar eleições gerais que ocorreram em junho daquele ano, apesar de uma eleição só precisar ser realizada doze meses depois. O pleito resultou em Thatcher sendo reeleita para um terceiro mandato com uma maioria de 376 deputados de um total de 650, conseguindo 42,2 por cento dos votos populares.
Thatcher tinha se oposto firmemente à adesão britânica ao Mecanismo Europeu de Taxas de Câmbio, um precursor da união monetária europeia, acreditando que isso restringiria a economia de seu país, apesar da insistência tanto de seu Chanceler do Tesouro Nigel Lawson quanto do Secretário das Relações Exteriores Geoffrey Howe. No entanto, em outubro de 1990, foi persuadida pelo Chanceler do Tesouro John Major e anunciou a entrada do Reino Unido no grupo. Ainda na área econômica, Thatcher reformou os impostos do governo local substituindo as taxas domésticas (um imposto com base no valor nominal do aluguel de uma casa) com o Imposto Comunitário, em que o mesmo montante foi cobrado a cada residente adulto. O novo imposto foi introduzido na Escócia em 1989 e na Inglaterra e País de Gales no ano seguinte, e provou ser uma das políticas mais impopulares de seu governo. A inquietação do público culminou em uma manifestação de 70 mil a 200 mil pessoas em Londres em 31 de março de 1990; a manifestação em torno da Trafalgar Square deteriorou-se em tumultos, deixando 113 pessoas feridas e 340 presas. O Imposto Comunitário foi abolido em 1991 por seu sucessor, John Major. Posteriormente, verificou-se que a própria Thatcher foi incapaz de registrar-se adequadamente para pagar o imposto, sendo ameaçada de sofrer penalidades financeiras.

#### Relações sindicais e industriais
Thatcher acreditava que os sindicatos eram prejudiciais aos sindicalistas comuns e ao público. Ela estava empenhada em reduzir o poder dos sindicatos, cuja liderança acusou de prejudicar a democracia parlamentar e o desempenho econômico através de greves. Vários sindicatos lançaram greves em resposta à legislação introduzida para limitar seu poder, mas a resistência eventualmente colapsou; nas eleições gerais de 1983, apenas 39% dos sindicalistas votaram em candidatos do Partido Trabalhista. De acordo com a BBC em 2004, Thatcher "conseguiu destruir o poder dos sindicatos por quase uma geração". Durante seu mandato, a greve dos mineiros, entre 1984 e 1985, foi o maior confronto entre os sindicatos e o governo. Em março de 1984, o Conselho Nacional do Carvão (NBC) propôs fechar 20 das 174 minas estatais e cortar 20 mil de 187 mil empregos. Dois terços dos mineiros do país, liderados pela União Nacional de Trabalhadores de Minas (NUM) sob Arthur Scargill, deixaram seus postos de trabalho como protesto. Entretanto, Scargill se recusou a realizar uma votação sobre a convocação de uma greve, tendo perdido anteriormente três votações que propunham greves nacionais (em janeiro e outubro de 1982 e março de 1983). Como resultado, a justiça britânica, por meio da Alta Corte de Justiça, declarou que a greve era ilegal.
Thatcher recusou-se a atender as demandas dos sindicatos e comparou a disputa dos mineiros com o conflito das Malvinas, declarando em um discurso em 1984: "Tivemos que lutar contra o inimigo sem estar nas Ilhas Falkland. Nós sempre temos que estar cientes do inimigo interno, o que é muito mais difícil de lutar e mais perigoso para a liberdade". Depois de um ano em greve, em março de 1985, a liderança da NUM cedeu sem chegar a um acordo. O custo para a economia foi estimado em pelo menos £1,5 bilhão, e a greve foi a culpada por grande parte da queda da libra frente ao dólar norte-americano. O governo fechou 25 minas de carvão não rentáveis em 1985 e, em 1992, um total de 97 minas foram fechadas; as remanescentes foram privatizadas em 1994 por Major. O fechamento de 150 minas de carvão, algumas das quais não deficitárias, resultou na perda de milhares de empregos e teve o efeito de devastar comunidades inteiras. Os mineiros ajudaram a derrubar o governo Heath em 1974, e Thatcher estava determinada a ter sucesso onde seu antecessor conservador falhou. A estratégia de Thatcher para lidar com a questão, que incluiu preparar estoques de combustível, nomear o sindicalista linha dura Ian MacGregor como líder do NBC e garantir que a polícia estivesse adequadamente treinada e equipada com equipamentos antimotins, contribuiu para o seu triunfo sobre os mineiros grevistas.
O número de paralisações em todo o Reino Unido atingiu o pico de 4 583 em 1979, quando mais de 29 milhões de dias úteis foram perdidos. Em 1984, ano da greve dos mineiros, houve 1 221, resultando na perda de mais de 27 milhões de dias úteis. As paralisações caíram continuamente durante todo o período de mandato de Thatcher; em 1990, houve 630 e menos de 2 milhões de dias úteis perdidos, e elas continuaram caindo depois disso. O mandato de Thatcher também testemunhou um declínio acentuado na densidade sindical, com a porcentagem de trabalhadores pertencentes a um sindicato caindo de 57,3 por cento em 1979 para 49,5 por cento em 1985. Em 1979, até o último ano de Thatcher no cargo, a adesão sindical também caiu, de 13,5 milhões em 1979 para menos de 10 milhões.

#### Privatizações

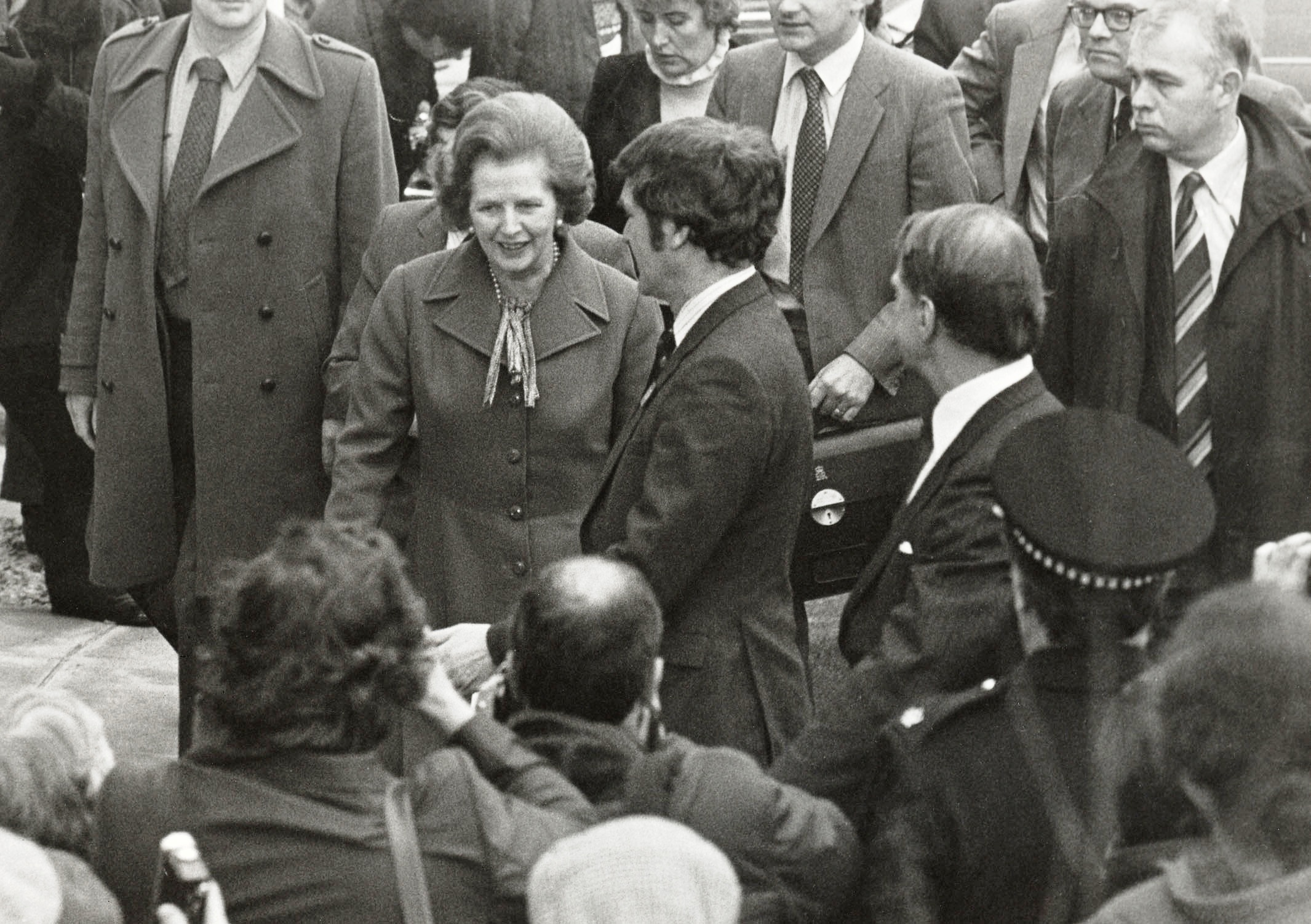
Thatcher visitando a Universidade de Salford em 1982

A política de privatizações foi chamada de "um ingrediente crucial do Thatcherismo". Após as eleições de 1983, a venda de empresas estatais acelerou; mais de £ 29 bilhões foram arrecadados com a venda de indústrias nacionalizadas, e outros £ 18 bilhões da venda das council houses. O processo de privatização, especialmente a preparação de indústrias para serem privatizadas, foi associado a melhorias acentuadas no desempenho, particularmente em termos de produtividade do trabalho. Algumas das indústrias privatizadas, incluindo gás, água e eletricidade, eram monopólios naturais para os quais a privatização envolveu pouco aumento na concorrência. As indústrias privatizadas que demonstraram melhorias às vezes o fizeram enquanto ainda estavam sob o domínio do Estado. A British Steel Corporation fez grandes ganhos em rentabilidade enquanto ainda era uma indústria nacionalizada sob a presidência de Ian MacGregor, nomeado pelo governo, que enfrentou a oposição sindical por fechar usinas e reduzir pela metade a força de trabalho.
A regulação também foi significativamente expandida para compensar a perda do controle direto do governo, com a fundação de órgãos reguladores. Não houve um padrão claro para o grau de concorrência, regulamentação e desempenho entre as indústrias privatizadas; na maioria dos casos, a privatização beneficiou os consumidores em termos de preços mais baixos e de eficiência aprimorada, mas os resultados em geral foram considerados variados. Inicialmente, nem todas as áreas foram objeto de privatizações. Thatcher sempre resistiu à privatização das ferrovias e alegou ter dito ao Secretário de Transportes Nicholas Ridley: "A privatização ferroviária será o Waterloo desse governo. Nunca mais mencione as ferrovias para mim". Pouco antes de sua renúncia, ela aceitou os argumentos para a privatização da British Rail, que seu sucessor implementou em 1994. Além disso, a política de privatização dos ativos públicos iniciada por Thatcher foi combinada com a desregulamentação financeira na tentativa de impulsionar o crescimento econômico. O Chanceler Geoffrey Howe aboliu os controles de câmbio do Reino Unido em 1979, o que permitiu que mais capital fosse investido em mercados estrangeiros e o Big Bang de 1986 eliminou muitas restrições na Bolsa de Valores de Londres.

#### Irlanda do Norte

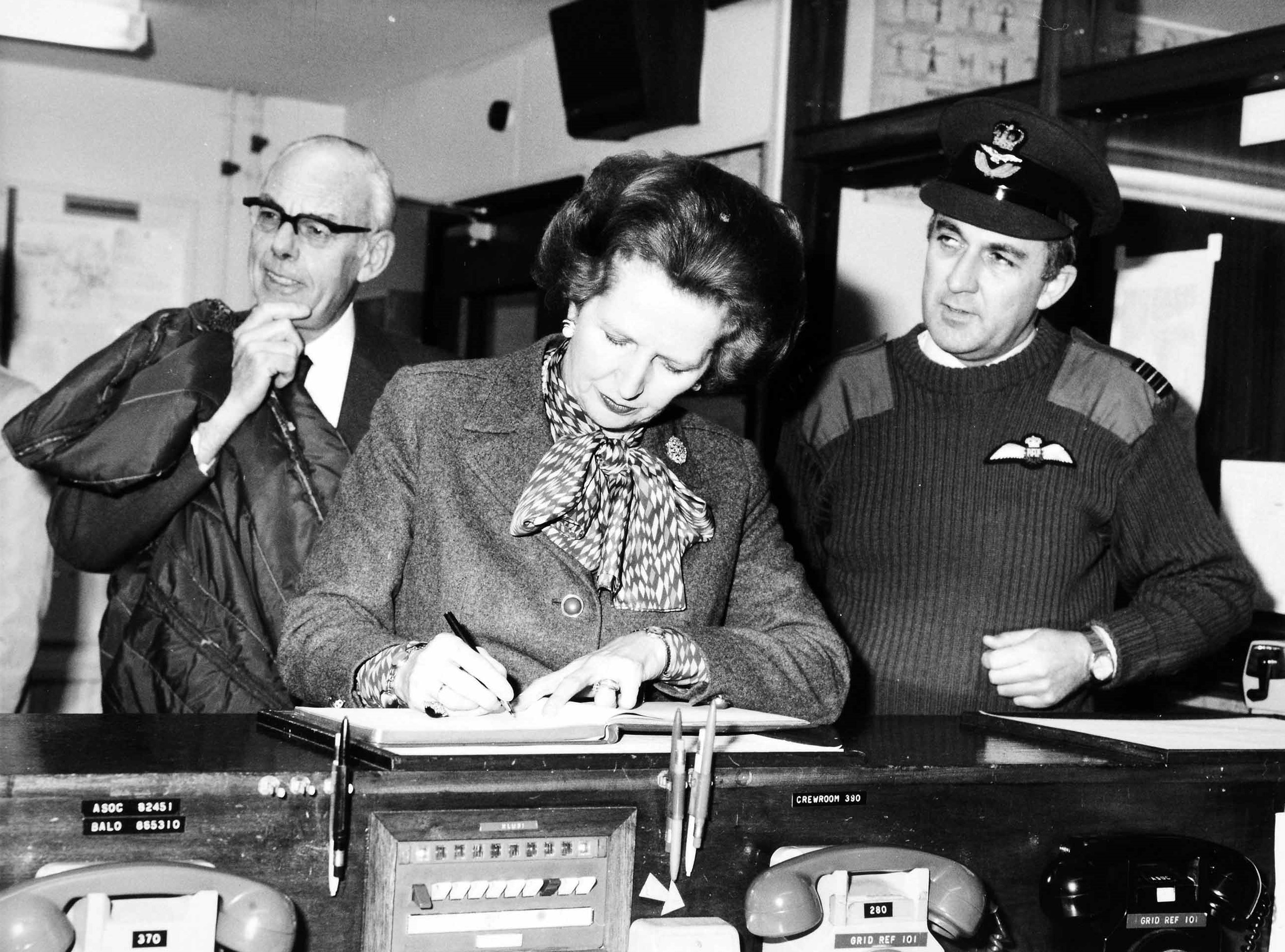
Margaret e Denis durante visita a Irlanda do Norte.

Em 1980 e 1981, os prisioneiros do Exército Republicano Irlandês Provisório (PIRA) e do Exército Irlandês de Libertação Nacional (INLA) na Irlanda do Norte realizaram greves de fome em um esforço para recuperar o status de prisioneiros políticos, que lhe foram removidos em 1976 pelo governo trabalhista. Bobby Sands, eleito membro da Câmara dos Comuns em 1981, iniciou a greve naquele ano, dizendo que iria até a morte, a menos que os prisioneiros ganhassem concessões sobre suas condições de vida. Thatcher recusou-se a aceitar um retorno ao status político, tendo declarado: "Crime é crime é crime, não é político". No entanto, o governo britânico privadamente contatou os líderes republicanos em uma tentativa de acabar com a greve de fome, encerrada apenas após a morte de Sands e outras nove pessoas. Alguns direitos foram restabelecidos aos prisioneiros paramilitares, mas não o reconhecimento oficial de serem prisioneiros políticos. A violência na Irlanda do Norte aumentou significativamente durante as greves de fome.
Thatcher escapou por pouco de ser ferida em uma tentativa de assassinato do IRA em um hotel de Brighton no início da manhã em 12 de outubro de 1984. Cinco pessoas foram mortas, incluindo a esposa do secretário John Wakeham. Thatcher estava hospedada no hotel para se preparar para a conferência do Partido Conservador, a qual insistiu que deveria abrir conforme o previsto no dia seguinte. Ela proferiu seu discurso como planejado, embora reescrevendo o rascunho original; a decisão foi amplamente apoiada em todo o espectro político e aumentou sua popularidade com o público.
Em 6 de novembro de 1981, Thatcher e o Taoiseach da Irlanda, Garret FitzGerald, estabeleceram o Conselho Intergovernamental Anglo-Irlandês, um fórum para reuniões entre os dois governos. Em 15 de novembro de 1985, Thatcher e FitzGerald assinaram o Acordo Anglo-Irlandês de Hillsborough, que marcou a primeira vez que um governo britânico deu à República da Irlanda um papel consultivo na governança da Irlanda do Norte. Em protesto, o movimento Ulster Says No liderado por Ian Paisley atraiu 100 mil para uma manifestação em Belfast, Ian Gow, mais tarde assassinado pelo PIRA, renunciou como Secretário de Estado no Tesouro de Sua Majestade, e os 15 deputados unionistas renunciaram aos seus assentos; apenas um não retornou ao cargo nas subsequentes eleições especiais de 23 de janeiro de 1986.

#### Meio ambiente
Thatcher apoiou uma política de proteção climática atuante e foi fundamental para a aprovação do Ato de Proteção Ambiental de 1990, a criação do Painel Intergovernamental sobre Mudanças Climáticas, e a fundação do Centro Hadley, um instituto de pesquisa do clima. Ela ajudou a colocar as mudanças climáticas, as chuvas ácidas e a poluição em geral como assuntos relevantes a serem debatidos no Reino Unido ao final da década de 1980 e, em 1989, solicitou um tratado global sobre as mudanças climáticas. Entretanto, após sua renúncia, tornou-se cética sobre a política relativa às alterações climáticas e rejeitou o "alarmismo climático".

### Política externa

#### Estados Unidos e União Soviética

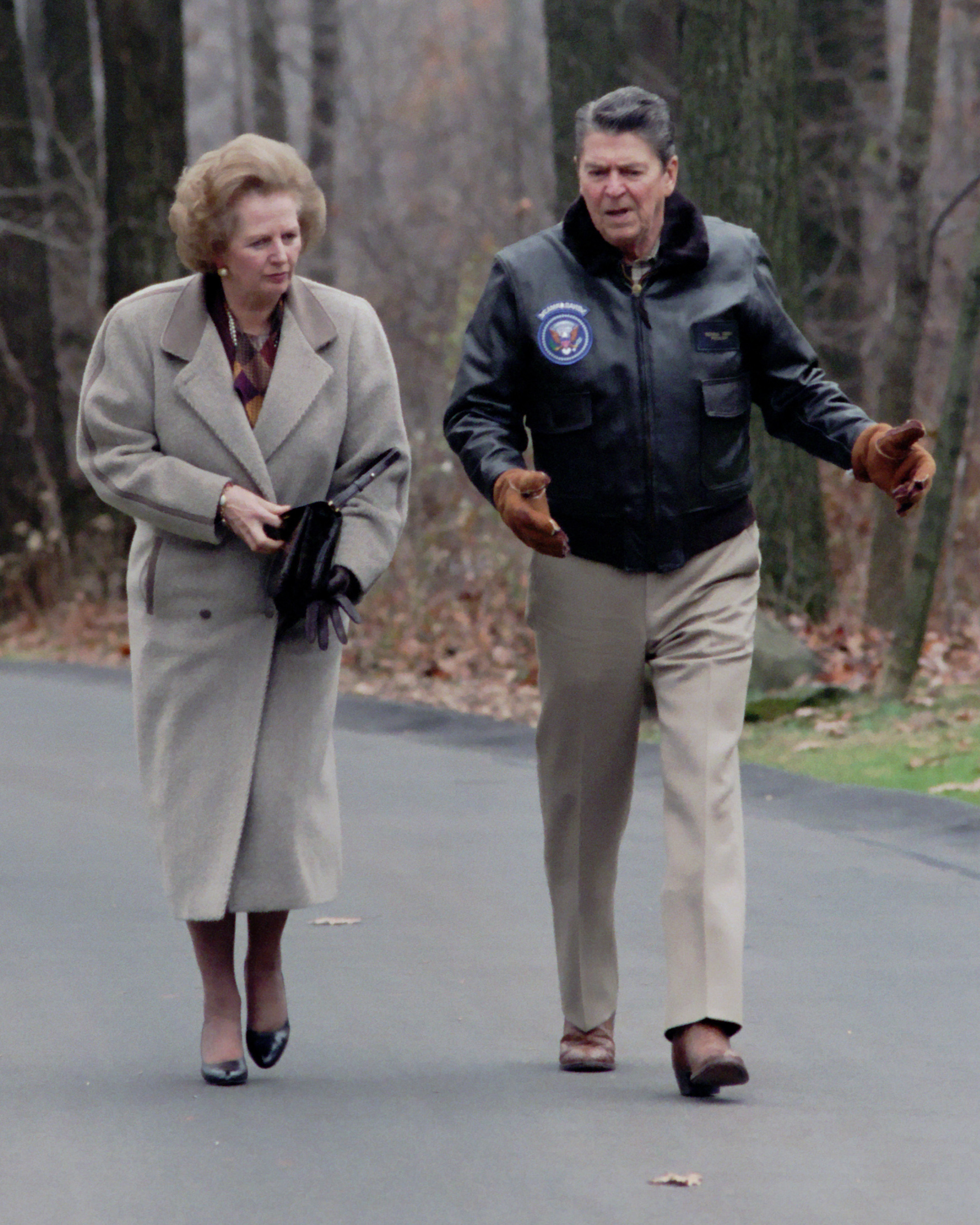
Thatcher e Ronald Reagan em Camp David, em novembro de 1986.

A primeira crise da política externa de Thatcher veio com a invasão soviética de 1979 no Afeganistão. Ela condenou a invasão, disse que mostrava a falência de uma política de relaxamento, e ajudou a convencer alguns atletas britânicos a boicotar os Jogos Olímpicos de Moscou de 1980. Thatcher deu um fraco apoio ao Presidente norte-americano, Jimmy Carter, que tentou punir a URSS com sanções econômicas. A situação da economia britânica era precária, e a maioria da OTAN estava relutante em cortar os laços comerciais. Mais tarde, o jornal Financial Times informou que seu governo havia, desde 1981, fornecido secretamente equipamentos militares a Saddam Hussein.
Thatcher tornou-se alinhada com as políticas para a Guerra Fria do Presidente dos Estados Unidos, Ronald Reagan; ambos compartilhavam de desconfiança com o comunismo. Um desacordo ocorreu em 1983, quando Reagan não a consultou sobre a invasão de Grenada. Durante o seu primeiro ano como primeira-ministra, apoiou a decisão da OTAN de implantar os cruzeiros nucleares dos EUA e os mísseis Pershing II na Europa Ocidental, permitindo que os norte-americanos colocassem mais de 160 mísseis de cruzeiro na estação da força Aérea RAF Greenham Common, a partir de novembro de 1983 e desencadeando protestos de massa pela Campanha para o Desarmamento Nuclear.
Thatcher comprou o sistema de submarinos de mísseis nucleares Trident dos Estados Unidos para substituir o Polaris, triplicando as forças nucleares do Reino Unido em um eventual custo de mais de £12 bilhões, de acordo com preços de 1996 e 1997. Em abril de 1986, Thatcher permitiu que caças F-11 da Força Aérea dos Estados Unidos usassem bases da Força Aérea Real para bombardear a Líbia em retaliação ao suposto envolvimento líbio no atentado à discoteca de Berlim, ocorrido naquele mês, citando o direito de legítima defesa, nos termos do artigo 51 da Carta das Nações Unidas. As pesquisas de opinião revelaram que menos de um em cada três cidadãos britânicos aprovaram a decisão.
Thatcher foi uma das primeiras líderes ocidentais a responder calorosamente ao líder reformista soviético Mikhail Gorbachev. Após as cúpulas entre Reagan e Gorbachev e as reformas promulgadas por Gorbachev na URSS, ela declarou em novembro de 1988 que "nós não estamos em uma Guerra Fria agora", mas em uma "nova relação muito maior do que a Guerra Fria". Anteriormente, em 1984, Thatcher fez uma visita de estado à URSS e encontrou-se com Gorbachev e Nikolai Ryzhkov.

#### Guerra das Malvinas
Em 2 de abril de 1982, a junta militar na Argentina ordenou a invasão das possessões britânicas das Ilhas Malvinas e da Geórgia do Sul, desencadeando a Guerra das Malvinas. A subsequente crise foi "um momento determinante de seu governo [Thatcher]". Por sugestão de Harold Macmillan e Robert Armstrong, montou e presidiu um pequeno Gabinete de Guerra para supervisionar a condução da guerra, que de 5-6 de abril autorizou e despachou uma força-tarefa naval para retomar as ilhas. A Argentina se rendeu em 14 de junho e a Operação Corporate foi considerada um sucesso, apesar das mortes de 255 militares britânicos e 3 malvinenses. As mortes argentinas totalizaram 649; metade delas ocorreu depois que o submarino nuclear HMS Conqueror torpedeou e afundou o cruzador ARA General Belgrano. Thatcher foi criticada pelo descuido da defesa das Malvinas que levou à guerra, e especialmente por Tam Dalyell no Parlamento pela decisão de torpedear o General Belgrano, mas, em geral, ela foi considerada uma líder de guerra altamente capaz e comprometida. O "fator das Malvinas", uma recuperação econômica no início de 1982, e uma oposição amargamente dividida contribuíram para a segunda vitória eleitoral de Thatcher nas eleições gerais de 1983.

#### Hong Kong,apartheide Camboja

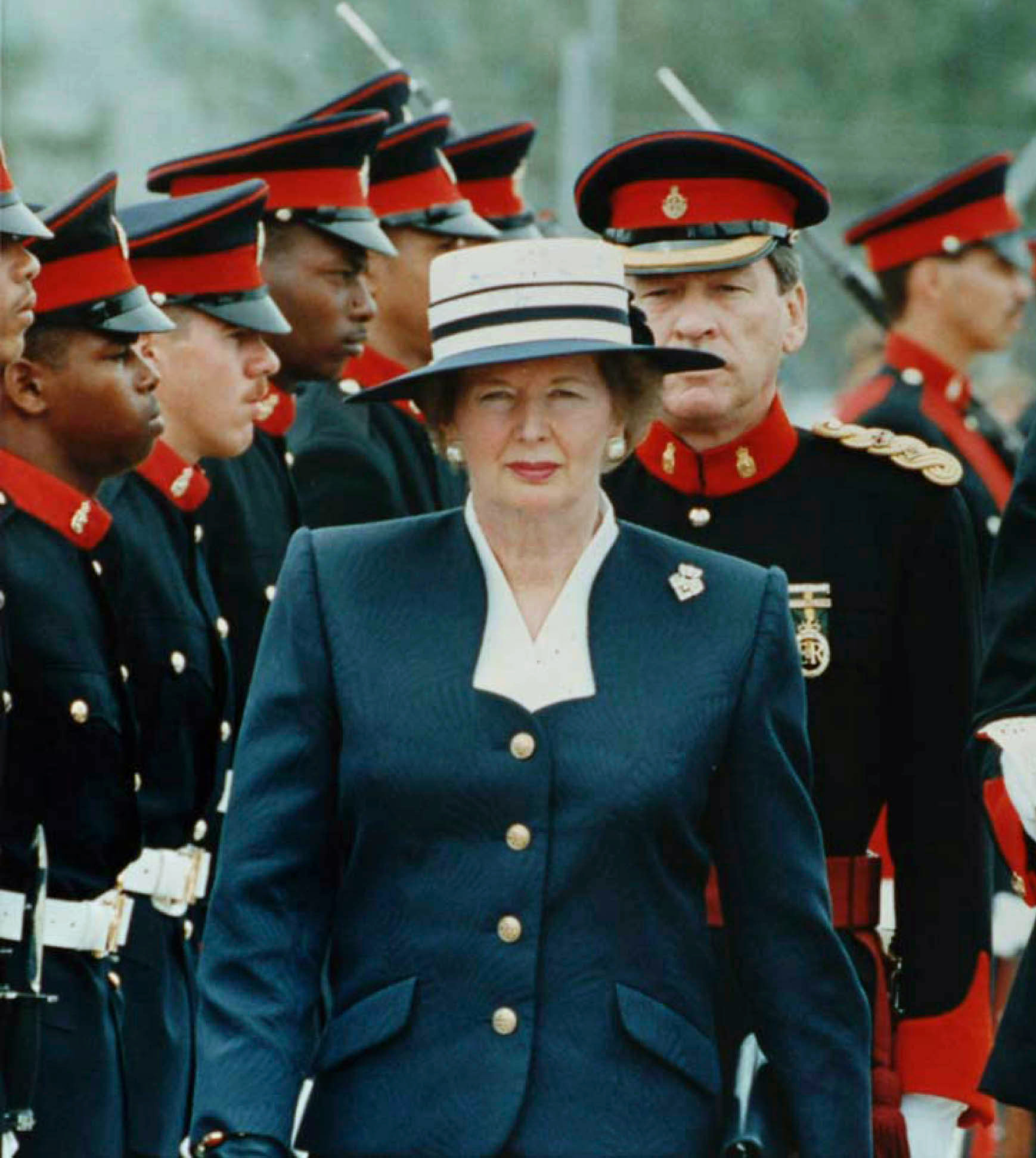
Thatcher revistando tropas

Em setembro de 1982, Thatcher visitou a República Popular da China para discutir com Deng Xiaoping, Secretário-Geral do Partido Comunista Chinês, a soberania de Hong Kong depois de 1997. A China foi o primeiro Estado socialista que Thatcher visitou e ela foi a primeira primeira-ministra britânica a visitar o país. Ao longo do encontro, procurou um acordo com os chineses que permitisse a presença britânica contínua no território. Deng insistiu que a soberania da China em Hong Kong não era negociável, mas declarou sua vontade de resolver a questão da soberania com o governo britânico através de negociações formais, e ambos os governos prometeram manter a estabilidade e a prosperidade de Hong Kong. Após dois anos de negociações, Thatcher concedeu ao governo da República Popular da China e assinou a Declaração Conjunta Sino-Britânica em Pequim em 1984, concordando em entregar a soberania de Hong Kong em 1997.
Embora dizendo que era a favor de "negociações pacíficas" para acabar com o apartheid, Thatcher se opôs às sanções impostas a África do Sul pela Commonwealth e pela Comunidade Econômica Europeia. Ela tentou preservar o comércio com o país, enquanto persuadiu o governo sul-africano a abandonar o apartheid. A estratégia incluiu "colocar-se como amiga sincera do Presidente Pieter Willem Botha" e convidá-lo a visitar o Reino Unido em 1984, apesar das "manifestações inevitáveis" contra seu governo. Em outubro de 1987, Thatcher definiu o Congresso Nacional Africano como uma "uma típica organização terrorista". Durante sua visita ao Reino Unido, cinco meses após a libertação da prisão, Nelson Mandela elogiou Thatcher: "É inimiga do apartheid... Temos muito para agradecer".
Thatcher e seu governo apoiaram o Khmer Vermelho mantendo seu lugar na ONU depois que eles foram expulsos do poder no Camboja pela Guerra cambojano-vietnamita. Embora tenha negado na época, foi revelado em 1991 que, a partir de 1983, o Serviço Aéreo Especial foi enviado para treinar secretamente os membros "não-comunistas" do CGDK para lutar contra o governo Kampuchea, apoiado pelo Vietnã. Os "membros não-comunistas", como os Sihanoukistas e a KPNLF, "foram dominados, diplomática e militarmente, pelo Khmer Vermelho". Foi relatado que o SAS havia ensinado "o uso de dispositivos explosivos improvisados e armadilhas", no que o ativista Rae McGrath denunciou como "uma política criminalmente irresponsável e cínica".

#### Integração europeia

Representantes do G7 durante encontro em 1983.

Thatcher e o Partido Conservador apoiaram a adesão britânica à Comunidade Econômica Europeia no referendo nacional realizado em 1975, mas ela acreditava que o papel da organização deveria limitar-se a garantir o livre comércio e a concorrência efetiva, e temia que a abordagem da CEE estivesse em desacordo com seus pontos de vista em relação a um governo pequeno e a desregulamentação. A oposição de Thatcher a uma maior integração europeia tornou-se mais acentuada durante o seu governo e, particularmente, após a sua terceira vitória eleitoral em 1987. Durante um discurso proferido em 1988 em Bruges, Thatcher delineou sua oposição às propostas da Comunidade Europeia (CE), precursora da União Europeia, para uma estrutura federal e uma maior centralização da tomada de decisões, afirmando: "Nós não conseguimos reverter as fronteiras do estado na Grã-Bretanha, apenas para vê-las reimpostas a nível europeu, com um superestado europeu exercendo um novo domínio de Bruxelas".
Margaret Thatcher considerou os planos da Comissão Europeia para a criação de uma moeda única como um grande disparate, tendo afirmado “Ao falar de uma moeda única, [Jacques] Delors cometeu um grande disparate (…) Deve ter tido uma onda de sangue na cabeça“. Thatcher também se opôs à criação de uma força policial europeia.

#### Guerra do Golfo
Thatcher estava nos Estados Unidos em uma visita de estado quando o líder iraquiano, Saddam Hussein, invadiu o país vizinho Kuwait em agosto de 1990. Durante suas conversas com o Presidente George H. W. Bush, que sucedeu Reagan em 1989, recomendou a intervenção e pressionou Bush a implantar tropas no Oriente Médio para expulsar o exército iraquiano do Kuwait. Bush estava apreensivo com o plano, levando Thatcher a comentar durante uma conversa por telefone que "Este não é o momento de hesitar!". O governo de Thatcher forneceu forças militares à coalizão internacional na formação da Guerra do Golfo, mas ela já havia renunciado quando as hostilidades começaram em 17 de janeiro de 1991. Como deputada na Câmara dos Comuns, Thatcher aplaudiu a vitória da coalizão, mas advertiu que "as vitórias da paz levarão mais tempo do que as batalhas da guerra". Posteriormente, revelou-se que Thatcher sugeriu ameaçar Saddam com armas químicas após a invasão do Kuwait.

#### Reunificação alemã
Thatcher, compartilhando as preocupações de François Mitterrand, inicialmente se opôs à reunificação alemã, dizendo a Gorbachev que a reunificação "levaria a uma mudança para as fronteiras do pós-guerra, e não podemos permitir isso porque tal desenvolvimento prejudicaria a estabilidade de toda a situação internacional e poderia pôr em perigo a nossa segurança". Ela expressou preocupação de que uma Alemanha unida se alinhasse mais com a URSS e se afastasse da OTAN. Em março de 1990, o Chanceler da Alemanha Ocidental, Helmut Kohl, assegurou a Thatcher que a manteria "informada de todas as suas intenções sobre a unificação", e que ele estava preparado para divulgar "assuntos que até mesmo seu gabinete não saberia". Em novembro de 1989, Thatcher saudou a queda do Muro de Berlim como "um ótimo dia para a liberdade".

### Eleições internas do Partido Conservador e renúncia

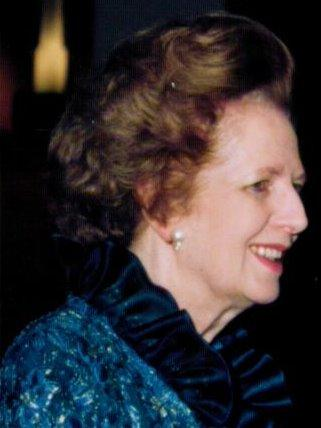
Thatcher em setembro de 1990

Thatcher teve sua liderança no Partido Conservador desafiada pelo deputado pouco conhecido Sir Anthony Meyer em 1989. Dos 374 deputados conservadores elegíveis para votar, 314 votaram em Thatcher e 33 em Meyer. Seus apoiadores no partido viram o resultado como um sucesso e rejeitaram as sugestões de que havia descontentamento interno. Durante seu mandato, Thatcher teve a segunda média de aprovação mais baixa (40 por cento) entre todos os primeiros-ministros do pós-guerra. Desde a renúncia de Nigel Lawson como Chanceler em 1989, as pesquisas mostraram consistentemente que Thatcher era menos popular do que seu partido. Auto-descrita como uma política de convicção, Thatcher sempre insistiu que não se preocupava com seus índices de aprovação e apontava para o seu histórico eleitoral imbatível.
As pesquisas de opinião em setembro de 1990 indicaram que o Partido Trabalhista havia estabelecido uma vantagem de 14 por cento sobre o Partido Conservador e, em novembro, os conservadores estavam atrás dos trabalhistas por 18 meses. Esses resultados, juntamente com a personalidade combativa de Thatcher e a tendência de anular a opinião colegiada, contribuíram para o descontentamento dentro de seu partido. Em 1º de novembro de 1990, Geoffrey Howe, o último membro restante do gabinete original de Thatcher de 1979, renunciou a seu cargo de vice-primeiro-ministro pela recusa da primeira-ministra em concordar com um cronograma para que o Reino Unido aderisse ao Mecanismo Europeu de Taxas de Câmbio. A renúncia de Howe acelerou o fim do mandato de Thatcher.
Em 14 de novembro, Michael Heseltine desafiou Thatcher pela liderança do Partido Conservador. As pesquisas de opinião indicaram que ele daria aos conservadores uma liderança nacional sobre os trabalhistas. Embora Thatcher tenha ganho a primeira votação com 204 a 152 votos e 16 abstenções, Heseltine teve um apoio suficiente para forçar uma segunda votação. Sob as regras do partido, Thatcher não só precisava ganhar uma maioria, mas sua margem sobre Heseltine tinha que ser equivalente a 15 por cento dos 372 deputados conservadores; com 54,8 por cento contra 40,9 por cento para Heseltine, faltou-lhe apenas quatro votos. Thatcher declarou inicialmente que sua intenção era de "lutar e lutar para ganhar" a segunda votação, mas a consulta com o gabinete a persuadiu a desistir.
Em 28 de novembro, depois de ter uma audiência com a Rainha, ligar para outros líderes mundiais e fazer um discurso, Thatcher deixou a Downing Street em lágrimas. Ela teria considerado a pressão para renunciar como uma traição. Sua renúncia foi um choque para muitos de fora do país, com observadores estrangeiros como Henry Kissinger e Mikhail Gorbachev expressando privadamente consternação. Thatcher foi substituída como primeira-ministra e Líder do partido pelo Chanceler John Major, que prevaleceu sobre Heseltine na votação subsequente. No governo Major, o apoio ao Partido Conservador aumentou, levando os conservadores a uma quarta vitória consecutiva nas eleições gerais de 1992. Thatcher preferiu Major na eleição para a liderança, mas seu apoio a ele diminuiu nos últimos anos.

## Vida posterior
Depois de deixar o cargo de primeira-ministra, Thatcher continuou representando o distrito de Finchley na Câmara dos Comuns. Seu índice de aprovação entre os britânicos se recuperou após renunciar; o balanço da opinião pública era que seu governo tinha sido bom para o país. Aos 66 anos, aposentou-se da Câmara nas eleições gerais de 1992, dizendo que deixar o parlamento lhe permitiria ter mais liberdade para falar o que pensava.

### Pós-Comuns
Ao sair da Câmara dos Comuns, Thatcher tornou-se a primeira ex-líder do governo britânico a criar uma fundação; a ala britânica da Fundação Margaret Thatcher foi dissolvida em 2005 devido a dificuldades financeiras. Ela escreveu dois volumes de memórias, The Downing Street Years (1993) e The Path to Power (1995). Em 1991, ela e o marido Denis mudaram-se para uma casa na Chester Square, em Belgravia, no centro de Londres. Em julho de 1992, foi contratada pela empresa de tabaco Philip Morris como "consultora geopolítica", com um salário de US$ 250 mil anuais e US$ 250 mil de contribuição para sua fundação. Para cada discurso proferido, recebeu US$ 50 mil. Quando morreu, a fortuna de Thatcher foi estimada em US$ 16 milhões, dos quais US$ 13 milhões provinham de sua residência.
Em agosto de 1992, ela pediu à OTAN que parasse o ataque sérvio a Goražde e Sarajevo , que acabasse com a limpeza étnica durante a Guerra da Bósnia , comparando a situação na Bósnia-Herzegovina às " barbáries de Hitler e Stalin ". Em uma entrevista de 1991 para a Radiotelevisão Croata, Thatcher comentou sobre as guerras jugoslavas; ela criticava os governos ocidentais por não reconhecerem as repúblicas separadas da Croácia e da Eslovênia como estados independentes e por não fornecer-lhes armamentos depois que o exército iugoslavo liderado pela Sérvia atacou. Nesta mesma época, manifestou-se sobre outros temas políticos atuais, como o Tratado de Maastricht, o qual opunha-se e fez uma série de discursos criticando-o.
Entre 1993 e 2000, Thatcher serviu como Chanceler honorária da Faculdade de William e Mary, na Virgínia, também sendo de 1992 a 1998 a Chanceler da Universidade de Buckingham. Em 1994, com a eleição de Tony Blair para a liderança do Partido Trabalhista, Thatcher elogiou-o como sendo "provavelmente o líder trabalhista mais formidável desde Hugh Gaitskell". Blair respondeu gentilmente: "Era uma pessoa completamente determinada, e essa é uma qualidade admirável". Em 1998, Thatcher pediu a libertação do ex-ditador chileno Augusto Pinochet quando a Espanha o deteve e tentou julgá-lo por violações de direitos humanos. Ela citou a ajuda que ele deu ao Reino Unido durante a Guerra das Malvinas. Em 1999, visitou-o enquanto ele estava sob prisão domiciliar perto de Londres.
Nas eleições gerais de 2001, Thatcher apoiou a campanha conservadora, como em 1992 e 1997, e endossou Iain Duncan Smith para a liderança do partido. Em 2002, encorajou George W. Bush a enfrentar agressivamente o "negócio inacabado" do Iraque sob Saddam Hussein, e elogiou Blair por sua "liderança forte e atrevida" ao apoiar Bush na Guerra do Iraque. Em 2002, publicou o livro Statecraft: Strategies for a Changing World, dedicando-o a Ronald Reagan e escrevendo que não haveria paz no Oriente Médio até que Saddam Hussein fosse derrubado. Também escreveu que Israel deveria negociar terras pela paz e que a União Europeia (UE) era "fundamentalmente irreformável", "um projeto utópico clássico, um monumento à vaidade dos intelectuais, um programa cujo destino inevitável é o fracasso". Ela argumentou que o Reino Unido deveria renegociar seus termos de adesão ou deixar a UE e se juntar ao Tratado Norte-Americano de Livre Comércio.

### Últimos anos

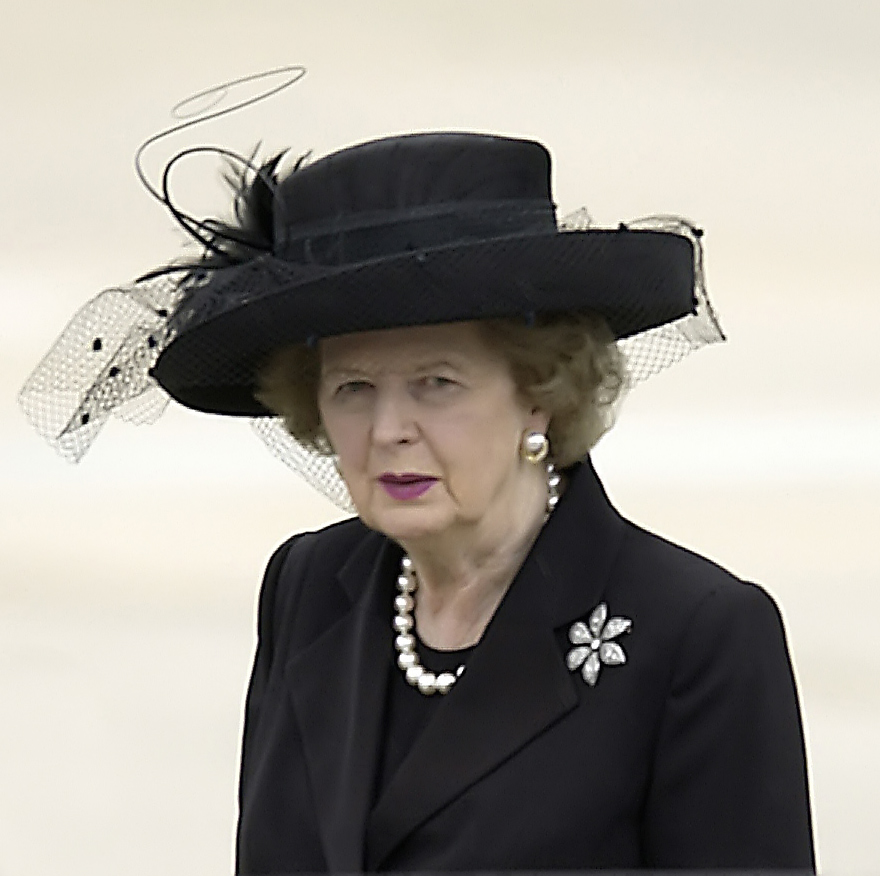
Thatcher no funeral de Reagan, em junho de 2004

Após sofrer vários pequenos derrames, Thatcher recebeu de seus médicos a recomendação de não falar mais em público. Em março de 2002, anunciou que, por conselho médico, cancelaria todos os discursos planejados e não aceitaria mais nenhum outro. Um ano depois, em 26 de junho de 2003, seu esposo Denis faleceu aos 88 anos de idade vitimado por câncer de pâncreas.
Em 11 de junho de 2004, Thatcher, contrariando recomendações médicas, compareceu ao funeral de Estado de Ronald Reagan. Ela enviou um tributo em um vídeo que, devido a sua saúde, foi pré-gravado vários meses antes. Thatcher foi para a Califórnia com a comitiva e participou do serviço fúnebre e cerimônia de enterro na Biblioteca Presidencial Ronald Reagan.
Em 2005, Thatcher criticou a forma como a decisão de invadir o Iraque foi feita dois anos antes. Embora ainda apoiasse a intervenção para derrubar Saddam Hussein, ela disse que como cientista sempre procuraria "fatos, evidências e provas", antes de alocar as forças armadas. Em 13 de outubro daquele ano, celebrou seu octogésimo aniversário com uma festa com 650 convidados no hotel Mandarin Oriental Hyde Park, em Londres; os convidados incluíram a Rainha, o Duque de Edimburgo, a Princesa Alexandra e Tony Blair.
A filha de Thatcher, Carol, revelou pela primeira vez que sua mãe tinha demência em 2005, dizendo: "Mamãe não lê muito mais por causa de sua perda de memória". Em suas memórias de 2008, Carol escreveu que sua mãe "dificilmente podia lembrar o início de uma frase quando chega ao fim". Mais tarde, Carol relatou como foi atingida pela demência de sua mãe quando, em uma conversa, Thatcher confundiu os conflitos das Malvinas e da Iugoslávia; além disso, lembrou a dor de precisar contar a sua mãe repetidamente que seu marido Denis estava morto.
Em 2006, Thatcher participou dos eventos oficiais realizados em Washington, D.C. para lembrar o quinto aniversário dos ataques de 11 de setembro contra os Estados Unidos. Ela foi convidada pelo Vice-Presidente Dick Cheney e encontrou-se com a Secretária de Estado Condoleezza Rice durante a visita. Em fevereiro de 2007, Thatcher tornou-se a primeira primeira-ministra britânica a ser homenageada em vida com uma estátua no Palácio de Westminster, sede de ambas as casas do parlamento inglês. A estátua de bronze foi alocada em frente à de seu herói político, Sir Winston Churchill, e foi revelada em 21 de fevereiro de 2007 com a presença de Thatcher.
Depois de colapsar em um jantar da Câmara dos Lordes, Thatcher, tendo sofrido de pressão arterial baixa, foi admitida no Hospital St Thomas no centro de Londres em março de 2008 para exames. Em 2009, foi hospitalizada novamente quando caiu e quebrou seu braço. Thatcher retornou ao 10 Downing Street no fim de novembro de 2009 para a revelação de um retrato oficial feito pelo artista Richard Stone, uma honraria incomum para uma antiga primeira-ministra viva. Stone foi previamente contratado para pintar retratos da Rainha e Rainha Mãe. Em julho de 2011, Thatcher assistiria a uma cerimônia de inauguração de uma estátua de Reagan, mas não conseguiu participar devido à sua saúde precária. No mesmo mês, foi anunciado que seu escritório na Câmara dos Lordes havia sido fechado.

### Morte e funeral

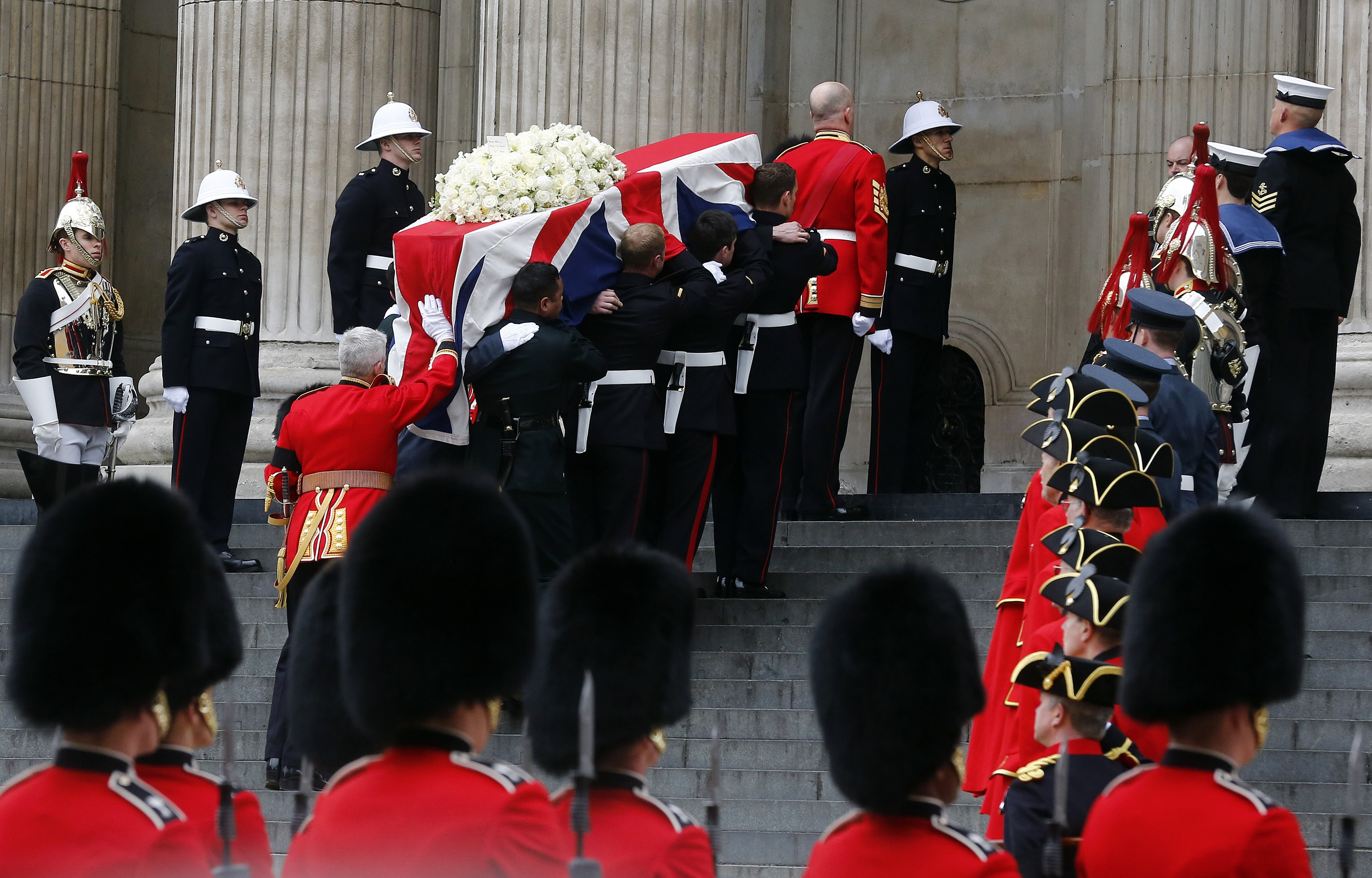
O caixão de Thatcher sendo levado pelos degraus da Catedral de São Paulo, em 17 de abril de 2013.

Thatcher morreu em 8 de abril de 2013, aos 87 anos de idade, depois de sofrer um acidente vascular cerebral. Ela estava hospedada em uma suíte no Hotel Ritz em Londres desde dezembro de 2012 depois de ter dificuldades com as escadas de sua casa em Chester Square, Belgravia. Seu atestado de óbito enumerou as principais causas da morte como um "acidente vascular cerebral" e "acidente isquêmico transitório repetido"; as causas secundárias foram listadas como "carcinoma da bexiga" e demência. As reações à notícia da morte de Thatcher foram variadas em todo o Reino Unido, indo desde homenagens saudando-a como a melhor primeira-ministra em tempos de paz do Reino Unido a celebrações públicas por sua morte e expressões de ódio.
Os detalhes do funeral de Thatcher tinham sido previamente acordados com ela. Thatcher recebeu um funeral cerimonial, incluindo honras militares completas, com um serviço religioso na Catedral de São Paulo em 17 de abril. A Rainha Isabel II e o Duque de Edimburgo participaram do funeral, sendo apenas a segunda vez que Isabel compareceu ao funeral de um dos Primeiros-Ministros que ocuparam o cargo em seu reinado; o primeiro e o único precedente até então foi o de Churchill em 1965, que recebeu um funeral de Estado. Após a cerimônia na Catedral de São Paulo, o corpo de Thatcher foi cremado no Mortlake Crematorium, onde seu marido havia sido cremado. Em 28 de setembro de 2013, as cinzas de Thatcher foram enterradas nos terrenos do Royal Hospital Chelsea, ao lado das de seu marido.

## Legado

### Impacto político

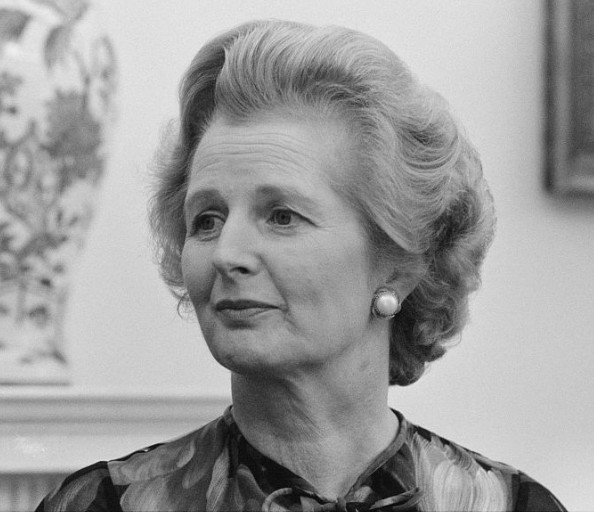
Thatcher na Casa Branca.

O Thatcherismo representou uma revisão sistemática e decisiva do consenso do pós-guerra, pelo qual os principais partidos políticos concordaram em grande parte com os temas centrais do keynesianismo, o Estado de bem-estar social, a indústria nacionalizada e uma estreita regulamentação da economia. O Serviço Nacional de Saúde foi uma exceção marcante; Thatcher prometeu em 1982 que o SNS era "seguro em nossas mãos". Influenciado desde o início por Keith Joseph, o termo thatcherismo veio referir-se às políticas do governo Thatcher, bem como aspectos da visão ética e estilo pessoal da primeira-ministra, incluindo o absolutismo moral, o nacionalismo, o interesse pelo indivíduo e uma abordagem intransigente para alcançar objetivos políticos.
Thatcher definiu sua própria filosofia política como uma grande e controvertida ruptura com o conservadorismo de uma nação de Heath e seus antecessores conservadores em uma entrevista para a revista Woman's Own, logo após sua vitória nas eleições gerais de 1987:
Eu acho que passamos por um período em que muitas crianças e pessoas foram dadas a entender "Eu tenho um problema, e é o trabalho do governo lidar com isso!" ou "Tenho um problema, irei buscar uma bolsa para lidar com isso!" "Eu sou sem-teto, o governo deve me abrigar!" e então estão lançando seus problemas na sociedade e quem é a sociedade? Não existe tal coisa! Existem homens e mulheres individuais e há famílias e nenhum governo pode fazer nada, exceto através de pessoas e as pessoas olham para si mesmas primeiro. É nosso dever cuidar de nós mesmos e depois também ajudar a cuidar do nosso próximo e a vida é um negócio recíproco e as pessoas têm os direitos demais em mente sem as obrigações.

#### Visão geral

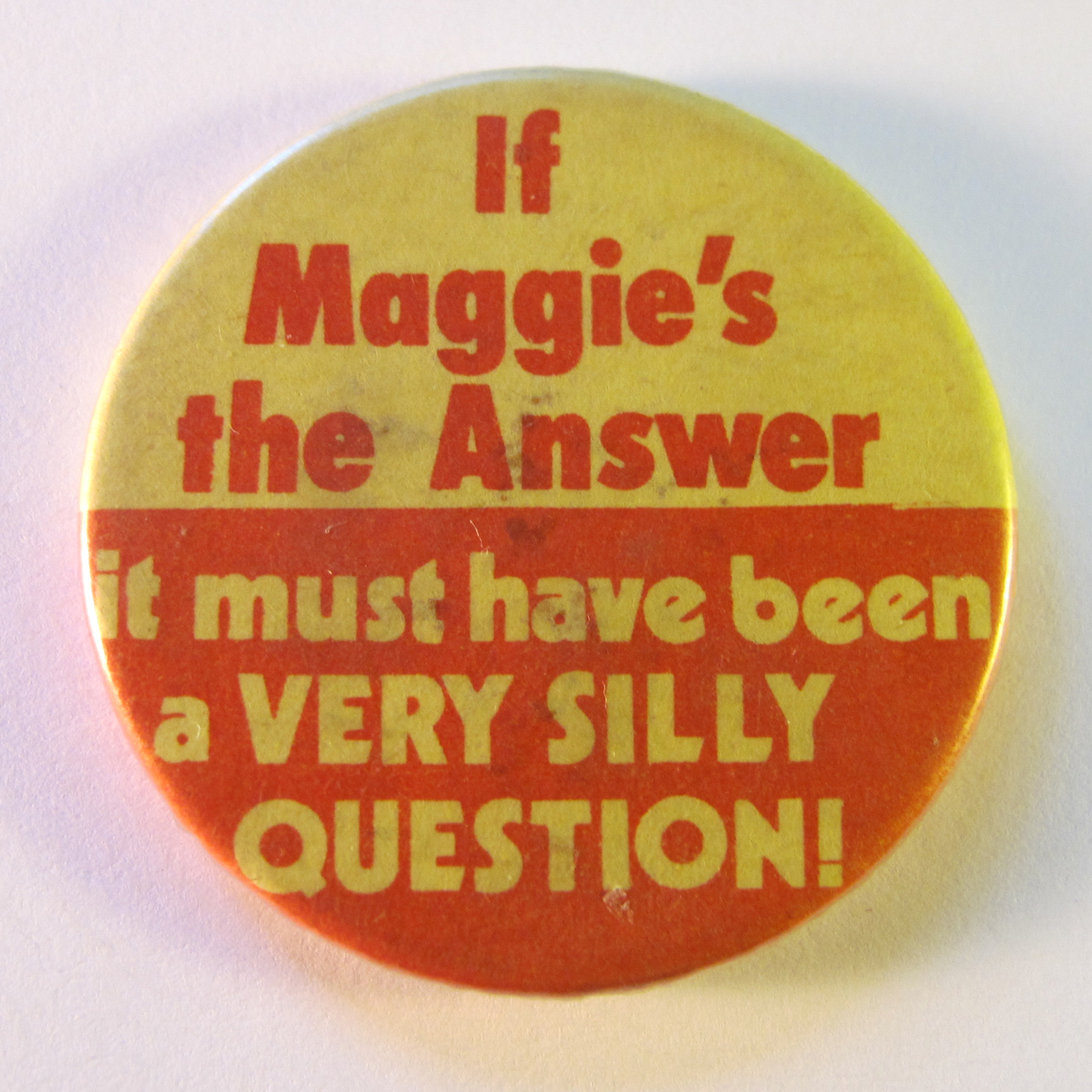
Um button antiThatcher em que se lê: "Se Maggie é a resposta - deve ter sido uma PERGUNTA MUITO BOBA!".

O número de adultos que possuíam ações subiu de 7 para 25 por cento durante seu mandato e mais de um milhão de famílias compraram suas council houses, aumentando de 55 para 67 por cento os ocupantes-proprietários dessas residências de 1979 a 1990. As casas foram vendidas com um desconto de 33-55 por cento, gerando grandes lucros para alguns novos proprietários. A riqueza pessoal aumentou 80 por cento em termos reais durante a década de 1980, principalmente devido ao aumento dos preços das casas e dos ganhos. As ações nos serviços privatizados foram vendidas abaixo do seu valor de mercado para garantir vendas rápidas e amplas, em vez de maximizar a renda nacional.
O governo de Thatcher também foi marcado por períodos de alto desemprego e agitação social, e muitos críticos mais à esquerda do espectro político criticam suas políticas econômicas pelo nível de desemprego; muitas das áreas afetadas pelo desemprego em massa continuaram deterioradas por décadas, por problemas sociais como o abuso de drogas e a desintegração familiar. O desemprego não caiu para níveis menores do que os de antes de 1979 durante seu período de governo, embora em junho de 1990 o desemprego, de 5,4 por cento, foi inferior a abril de 1979, de 5,5 por cento. Os efeitos a longo prazo de suas políticas na manufatura continuam a ser controversos. Em abril de 2009, Thatcher insistiu que não se arrependia e tinha razão em apresentar o "imposto comunitário" e retirar subsídios de "indústrias desatualizadas, cujos mercados estavam em declínio terminal", subsídios que criaram "a cultura de dependência, o que causou tal dano ao Reino Unido".
Os críticos da esquerda descreveram Thatcher como divisiva e afirmaram que ela tolerou a ganância e o egoísmo. O político galês Rhodri Morgan e outros caracterizaram Thatcher como uma figura "Marmite". Michael White, escrevendo no New Statesman, desafiou a visão de que suas reformas trouxeram um benefício líquido. Outros descrevem sua abordagem como tendo sido "um saco misto" ou "Ovo de Curate", isto é, algo que é em parte ruim, mas também parcialmente bom.
Thatcher fez "pouco para promover a causa política das mulheres" tanto no seu partido como no governo. Burns afirma que algumas feministas britânicas a consideravam "inimiga". O professor universitário June Purvis afirmou que, embora Thatcher tivesse lutado arduamente contra os preconceitos sexistas de seu tempo para subir ao topo, ela não fez nenhum esforço para facilitar o caminho para outras mulheres. Thatcher não considerou os direitos das mulheres como exigindo uma atenção particular, da mesma forma que, especialmente durante seu governo, não achou que as mulheres estavam privadas de seus direitos. Ela sugeriu que as mulheres deveriam ser selecionadas por padrão para todas as nomeações públicas, mas uma vez afirmou que aquelas com crianças pequenas deveriam deixar a força de trabalho.

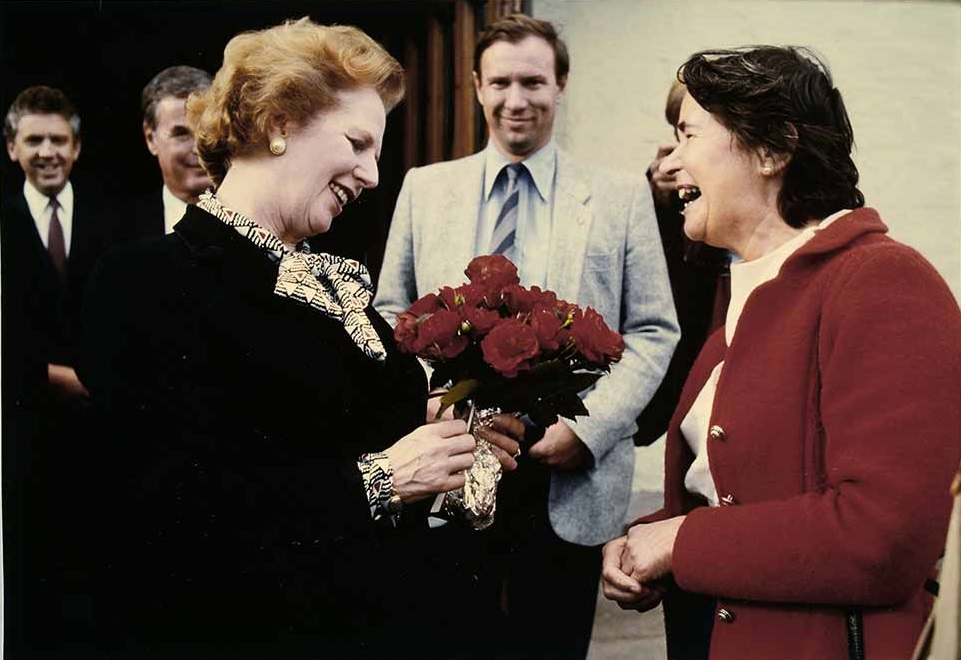
Thatcher recebendo um buquê de flores

A posição de Thatcher sobre a imigração no final da década de 1970 foi percebida como parte de um crescente discurso público racista, que o crítico de cinema Martin Barker chamou de "novo racismo". Como líder da oposição, Thatcher acreditava que a Frente Nacional estava conquistando um grande número de eleitores conservadores preocupados com inundações de imigrantes. Sua estratégia era minar a narrativa da Frente ao reconhecer que muitos de seus eleitores tinham sérias preocupações que precisavam abordar. Em janeiro de 1978, Thatcher criticou a política de imigração do governo trabalhista com o objetivo de atrair eleitores. Sua retórica foi seguida por um aumento no apoio aos conservadores em detrimento da Frente. Os críticos da esquerda reagiram ao acusá-la de ceder ao racismo. Os sociólogos Mark Mitchell e Dave Russell responderam que Thatcher tinha sido mal interpretada, argumentando que a raça nunca foi um foco importante do Thatcherismo. Ao longo de seu mandato, ambos os principais partidos assumiram posições similares sobre a política de imigração. Não houve políticas aprovadas ou propostas por seu governo visando restringir a imigração, e o assunto da raça nunca foi destacado por Thatcher em nenhum de seus principais discursos como primeira-ministra.
Muitas das políticas de Thatcher influenciaram o Partido Trabalhista, que voltou ao poder em 1997 sob Tony Blair. Como líder do partido, Blair rebatizou-o de "New Labour" em 1994 com o objetivo de aumentar seu apelo além de seus apoiadores tradicionais, e para conseguir o voto daqueles que apoiaram Thatcher, como o "homem de Essex". Thatcher teria dito que considerava o New Labour como sua maior conquista. Pouco depois da morte de Thatcher, o primeiro-ministro e líder do Partido Nacional Escocês, Alex Salmond, argumentou que suas políticas tinham a "consequência não intencional" de encorajar a devolução escocesa. Escrevendo para o The Scotsman em setembro de 1997, Thatcher justificou sua discordância sobre a devolução argumentando que eventualmente levaria à independência escocesa.

#### Reputação
O mandato de Thatcher de 11 anos e 209 dias como primeira-ministra foi o mais longo desde Lorde Salisbury (13 anos e 252 dias, em três mandatos não consecutivos) e o período contínuo mais longo desde Lorde Liverpool (14 anos e 305 dias). Tendo liderado seu partido para três vitórias eleitorais seguidas, Thatcher é classificada como a líder partidária mais popular na história britânica em termos de votos recebidos, com um total de mais de 40 milhões de votos para os conservadores entre 1979 e 1987. Sua última vitória eleitoral, a de 1987, foi aclamada como um "truque da cartola histórico" pelo The Independent e outros jornais.
Thatcher foi eleita a quarta melhor primeira-ministra do século XX em uma pesquisa realizada pela MORI com 139 acadêmicos, e em 2002 classificou-se na 16.º posição na pesquisa da BBC 100 Greatest Britons. Em 1999, a revista Time considerou-a como uma das 100 pessoas mais importantes do século XX. Em 2013, o YouGov indicou que Thatcher possuía um saldo de aprovação de 18 por cento, sendo que 48 por cento consideravam-na uma "boa ou ótima" primeira-ministra, enquanto 30 por cento acharam-na "má ou terrível"; seus três sucessores imediatos registraram saldos negativos (Blair de 3 por cento, Major de 13 por cento e Gordon Brown de 47 por cento). Em 2016, foi considerada a segunda melhor primeira-ministra desde 1945 em uma pesquisa conduzida pela Universidade de Leeds, atrás apenas de Clement Attlee.

### Representações culturais

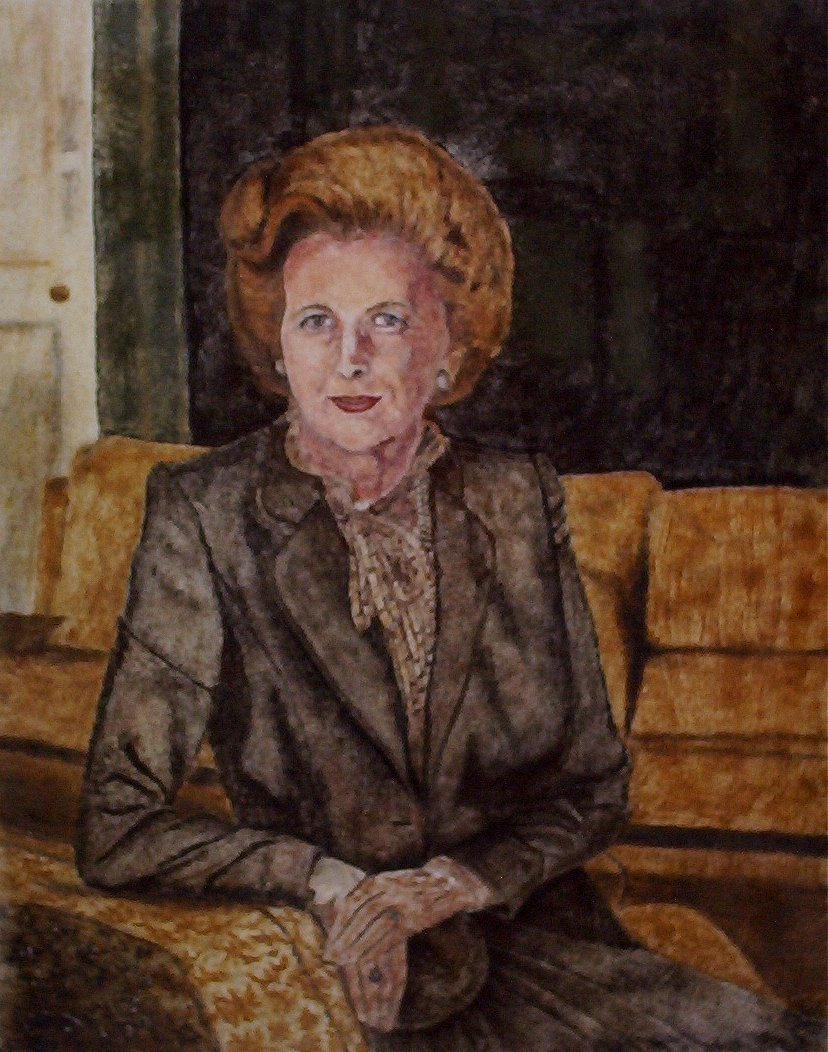
Retrato de Thatcher, por Brian Pike

Uma das primeiras sátiras de Thatcher como Premiê envolveu o satirista John Wells (como escritor e intérprete), a atriz Janet Brown (voz) e o futuro produtor John Lloyd (como co-produtor) da Spitting Image, que em 1979 foram unidos pelo produtor Martin Lewis para o álbum de áudio satírico The Iron Lady, que consistia em sátiras e músicas que satirizavam a ascensão de Thatcher ao poder. O álbum foi lançado em setembro de 1979. Logo depois, nos anos 1980, Thatcher foi o tema ou a inspiração para músicas de protesto. Os músicos Billy Bragg e Paul Weller ajudaram a formar o coletivo Red Wedge para apoiar o Partido Trabalhista em oposição a Thatcher. Conhecida simplesmente como "Maggie", o cântico "Maggie Out" tornou-se o grito de guerra entre a esquerda durante a segunda metade de seu mandato.
Thatcher foi parodiada por Wells em vários meios de comunicação. Ele colaborou com Richard Ingrams na paródia das cartas "Dear Bill", utilizada como uma coluna na revista Private Eye; elas também foram publicadas em forma de livro e se tornaram uma revista intitulada Anyone for Denis?, com Wells no papel de Denis Thatcher. Seguiu-se de um especial para a televisão em 1982 dirigido por Dick Clement, no qual Thatcher foi interpretada por Angela Thorne. No show de marionetes Spitting Image, entre 1984 e 1996, de Wells, retratou Thatcher como uma valentona que ridicularizava seus próprios ministros; a voz foi feita por Steve Nallon.
Desde a sua renúncia como primeira-ministra em 1990, Thatcher foi retratada em vários programas de televisão, documentários, filmes e peças. Ela foi retratada por Patricia Hodge no filme de drama The Falklands Play (2002) e por Andrea Riseborough no telefilme The Long Walk to Finchley (2008). Thatcher é a protagonista de dois filmes, interpretados por Lindsay Duncan em Margaret (2009) e por Meryl Streep em A Dama de Ferro (2011), em que é retratada como sofrendo de demência ou mal de Alzheimer. A atuação de Streep como Thatcher rendeu-lhe o prêmio Oscar de melhor atriz em 2012.

## Títulos, prêmios e honrarias

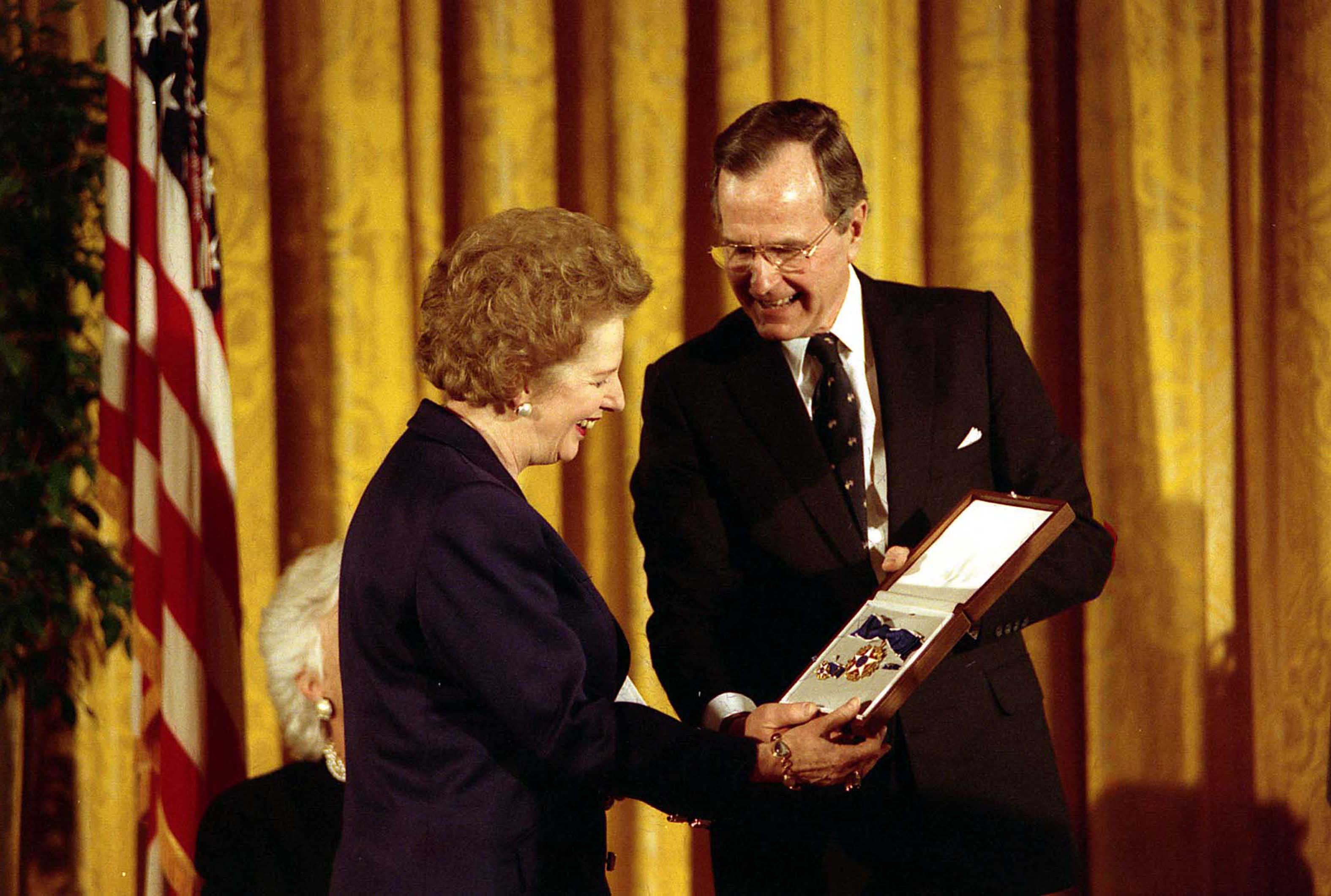
Thatcher recebendo do Presidente George H. W. Bush a Medalha Presidencial da Liberdade, em 1991.

Thatcher tornou-se Conselheira Privada (PC) ao ser empossada secretária de Estado para Educação e Ciência em 1970. Ao ser eleita para a liderança do Partido Conservador em 1975, tornou-se a primeira mulher a possuir plenos direitos como membro honorária do Carlton Club. Como primeira-ministra, Thatcher recebeu duas distinções honoríficas:
- Em 24 de outubro de 1979 foi convidada a se tornar uma integrante honorária do Real Instituto de Química (FRIC);[403]
- Em 1º de julho de 1983 foi eleita membro da Sociedade Real (FRS), um ponto de controvérsia entre alguns dos membros existentes.[404]

Duas semanas após sua renúncia, Thatcher foi nomeada membro da Ordem do Mérito (OM) pela rainha Isabel II em dezembro de 1990. Nesta mesma época, seu marido Denis foi homenageado com um baronete hereditário. Como cônjuge de um cavaleiro, Thatcher tinha o direito de usar o estilo honorífico "Lady", um título conferido automaticamente que ela recusou-se a usar. Ao entrar para a Câmara dos Lordes em 1991, recebeu por conta própria, e usou, o direito de se chamar Lady Thatcher.
Em 1991, Thatcher foi agraciada com as mais altas condecorações dos governos dos Estados Unidos e da África do Sul, respectivamente:
- Em 7 de março de 1991 recebeu a Medalha Presidencial da Liberdade em nome do presidente George H. W. Bush;[411]
- Em 15 de maio de 1991 recebeu a Grande Cruz da Ordem da Boa Esperança em nome do presidente Frederik Willem de Klerk.[412]

Nas Ilhas Malvinas, o Dia Margaret Thatcher foi lembrado a cada 10 de janeiro desde 1992, comemorando a primeira visita de Thatcher às ilhas em janeiro de 1983, seis meses após o fim da Guerra das Malvinas. Nos Estados Unidos, Thatcher recebeu o Ronald Reagan Freedom Award e tornou-se patrona da Heritage Foundation em 2006; o Margaret Thatcher Center for Freedom foi estabelecido em 2005.
Thatcher tornou-se membro da Câmara dos Lordes em 1992 com um par vitalício como Baronesa Thatcher, de Kesteven no Condado de Lincolnshire. Como um par, Thatcher tinha o direito de usar um brasão pessoal. Um segundo brasão foi criado para Thatcher na sequência da sua nomeação como Dama Companheira da Ordem da Jarreteira (LG) em 1995, a maior ordem de cavalaria para as mulheres. Apesar de ter recebido seu próprio brasão de armas, Thatcher costumava utilizar o brasão real de armas do Reino Unido ao invés de seu próprio, contrariando o protocolo.

Brasões de armas da Baronesa Thatcher
1992–1995
1995–2013
Variante: 1995–2013

## Livros
Thatcher escreveu três livros ao longo de sua vida, sendo eles:
- The Downing Street Years. Nova Iorque: HarperCollins. 18 de outubro de 1993. ISBN 978-0-00-255049-9
- The Path to Power. Nova Iorque: HarperCollins. 1 de junho de 1995. ISBN 978-0-00-255050-5
- Statecraft: Strategies for a Changing World. Nova Iorque: Harper Perennial. 25 de março de 2003. ISBN 978-0-06-095912-8

#### Biografias
- Abse, Leo (1989). Margaret, Daughter of Beatrice. Londres: Jonathan Cape. ISBN 978-0-224-02726-7
- Berlinski, Claire (2008). There Is No Alternative: Why Margaret Thatcher Matters. Nova Iorque: Basic Books. ISBN 978-0-465-00231-3
- Campbell, John (2000). Margaret Thatcher: The Grocer's Daughter. 1. Londres: Pimlico. ISBN 978-0-7126-7418-8
  - Campbell, John (2003). Margaret Thatcher: The Iron Lady. 2. Londres: Pimlico. ISBN 978-0-7126-6781-4
  - Campbell, John (2011).  Freeman, David, ed. The Iron Lady: Margaret Thatcher, from Grocer's Daughter to Prime Minister. Londres: Penguin Books. ISBN 978-1-101-55866-9
- Cannadine, David (2017). «Thatcher, Margaret Hilda». Oxford Dictionary of National Biography online ed. Oxford University Press. doi:10.1093/ref:odnb/106415 (Requer Subscrição ou ser sócio da biblioteca pública do Reino Unido.)
  - Cannadine, David (2017). Margaret Thatcher: A Life and Legacy. Oxford: Oxford University Press. ISBN 978-0-19-879500-1
- Dale, Iain (2013). Memories of Margaret Thatcher: A Portrait, By Those Who Knew Her Best. Londres: Biteback Publishing. ISBN 978-1-84954-612-6
- Filby, Eliza (2015). God and Mrs Thatcher: The Battle For Britain's Soul. Londres: Biteback Publishing. ISBN 978-1-84954-888-5
- Harris, Robin (2013). Not for Turning: The Life of Margaret Thatcher. Londres: Transworld Publishers. ISBN 978-1-4481-2738-2
- Moore, Charles (2013). Margaret Thatcher: From Grantham to the Falklands. 1. Nova Iorque: Knopf Publishing Group. ISBN 978-0-307-95894-5
  - Moore, Charles (2015). Margaret Thatcher: Everything She Wants. 2. Londres: Penguin Books. ISBN 978-0-241-20126-8
  - Moore, Charles (2016). Margaret Thatcher: At Her Zenith: In London, Washington and Moscow. Nova Iorque: Vintage Books. ISBN 978-1-101-87384-7
- Young, Hugo (1989). One of Us. Nova Iorque: Macmillan Publishers (publicado em 2013). ISBN 978-1-4472-5196-5

#### Análises políticas
- Butler, David; Kavanagh, Dennis (1980). The British General Election of 1979. Londres: Palgrave Macmillan. ISBN 978-1-349-04755-0
  - Butler, David; Kavanagh, Dennis (1985). The British General Election of 1983. Londres: Palgrave Macmillan. ISBN 978-0-333-34578-8
  - Butler, David; Kavanagh, Dennis (1988). The British General Election of 1987. Londres: Palgrave Macmillan. ISBN 978-1-349-19143-7
- Butler, David; Travers, Tony; Adonis, Andrew (1994). Failure in British Government: the Politics of the Poll Tax. Oxford: Oxford University Press. ISBN 978-0-19-827876-4
- Crines, Andrew S.; Heppell, Timothy; Dorey, Peter (2016). The Political Rhetoric and Oratory of Margaret Thatcher. Berlim: Springer Publishing. ISBN 978-1-137-45384-6
- Evans, Eric J. (2001). Thatcher and Thatcherism. Londres: Routledge (publicado em 2008). ISBN 978-1-134-77669-6
- Jenkins, Peter (1988). Mrs. Thatcher's Revolution: Ending of the Socialist Era. Cambridge: Harvard University Press. ISBN 978-0-674-58833-2. OL 2031622M
- Jenkins, Simon (2006). Thatcher and Sons: A Revolution in Three Acts. Londres: Penguin Books. ISBN 978-0-14-191109-0
- Jones, Bill, ed. (1999). Political Issues in Britain Today. Manchester: Manchester University Press. ISBN 978-0-7190-5432-7
- Letwin, Shirley Robin (1993). The Anatomy of Thatcherism. Piscataway: Transaction Publishers. ISBN 978-1-4128-4822-0
- Pugliese, Stanislao G.; Dale, Iain, eds. (2003). The Political Legacy of Margaret Thatcher. Londres: Politico's. ISBN 978-1-84275-025-4
- Riddell, Peter (1989). The Thatcher Decade: How Britain Has Changed During the 1980s. Hoboken: Blackwell Publishing. ISBN 978-0-631-16274-2
- Towers, Brian (1989). «Running the Gauntlet: British Trade Unions under Thatcher, 1979–1988». Industrial and Labor Relations Review. 42 (2). JSTOR 2523352
- Young, Hugo; Sloman, Anne (1986). The Thatcher Phenomenon. Londres: BBC Books. ISBN 978-0-563-20473-2

#### Política externa
- Aldous, Richard (2012). Reagan and Thatcher: The Difficult Relationship. Nova Iorque: W. W. Norton & Company. ISBN 978-0-393-08315-6
- Bermant, Azriel (2016). Margaret Thatcher and the Middle East. Cambridge: Cambridge University Press. ISBN 978-1-107-15194-9
- Byrd, Peter, ed. (1988). British Foreign Policy under Thatcher. Nova Iorque: St. Martin's Press. ISBN 978-0-86003-401-8
- Gibran, Daniel K. (2008). The Falklands War: Britain Versus the Past in the South Atlantic. Jefferson: McFarland & Company. ISBN 978-0-7864-9009-7
- Ionescu, Ghiță (1991). Leadership in an Interdependent World: The Statesmanship of Adenauer, De Gaulle, Thatcher, Reagan & Gorbachev. Boulder: Westview Press. ISBN 978-0-8133-1399-3
- Renwick, Robin (2013). A Journey with Margaret Thatcher: Foreign Policy Under the Iron Lady. Londres: Biteback Publishing. ISBN 978-1-84954-575-4
- Sharp, Paul (2016). Thatcher's Diplomacy: The Revival of British Foreign Policy. Londres: Palgrave Macmillan. ISBN 978-0-333-98368-3
- Sharp, Paul (1991). «Thatcher's Wholly British Foreign Policy». Orbis. 35 (3): 395–410
- Turner, Michael J. (2010). Britain's International Role, 1970–1991. Londres: Palgrave Macmillan. ISBN 978-0-230-36728-9

#### Historiografia
- Bevir, Mark; Rhodes, Rod A. W. (1998). «Narratives of 'Thatcherism'». West European Politics. 21 (1): 97–119. doi:10.1080/01402389808425234
- Garnett, Mark (2007). «Banality in Politics: Margaret Thatcher and the Biographers». Political Studies Review. 5 (2): 172–182. doi:10.1111/j.1478-9299.2007.00127.x
- Harrison, Brian (2014). «Margaret Thatcher's Impact on Historical Writing». In:  Louis, William Roger. Irrepressible Adventures with Britannia: Personalities, Politics, and Culture in Britain. Londres: I.B. Tauris. ISBN 978-1-78076-798-7
- Jackson, Ben; Saunders, Robert, eds. (2012). Making Thatcher's Britain. Cambridge: Cambridge University Press. ISBN 978-1-107-01238-7
- Kowol, Kit (2016). «Renaissance on the Right? New Directions in the History of the Post-War Conservative Party». Twentieth Century British History. 27 (2): 290–304. doi:10.1093/tcbh/hww012
- Kwarteng, Kwasi (2015). Thatcher's Trial: Six Months That Defined a Leader. Londres: Bloomsbury Publishing. ISBN 978-1-4088-5919-3
- Marquand, David (1987). «The literature on Thatcher». Contemporary British History. 1 (3): 30–31. doi:10.1080/13619468708580911
- Porter, Bernard (1994). «'Though Not an Historian Myself ...' Margaret Thatcher and the Historians». Twentieth Century British History. 5 (2): 246–256. doi:10.1093/tcbh/5.2.246
- Roy, Subroto; Clarke, John, eds. (2006). Margaret Thatcher's Revolution: How it Happened and What it Meant. Nova Iorque: A & C Black. ISBN 978-0-8264-8279-2
- Stewart, Graham (2013). Bang!: A History of Britain in the 1980s. Londres: Atlantic Books. ISBN 978-1-78239-137-1
- Turner, John (1999). «The British Conservative Party in the Twentieth Century: from Beginning to End?». Contemporary European History. 8 (2): 275–287. doi:10.1017/s0960777399002052